# Nysa
Nysaⓘ (daw. Nisa, Nissa, łac. Nissa, niem. Neisse, cz. Nisa) – miasto w Polsce położone w województwie opolskim, w powiecie nyskim, siedziba gminy miejsko-wiejskiej Nysa. Historycznie leży na Dolnym Śląsku, na pograniczu Przedgórza Sudeckiego i Niziny Śląskiej, w południowo-zachodniej części Doliny Nysy Kłodzkiej. Przepływa przez nie rzeka Nysa Kłodzka. W pobliżu Nysy znajdują się sztuczne zbiorniki wodne: Jezioro Nyskie (zwane także Jeziorem Głębinowskim), nieco dalej Jezioro Otmuchowskie.
W latach 1975–1998 miasto administracyjnie należało do województwa opolskiego.
Według danych GUS z 1 stycznia 2024 r. miasto liczy 40 685 mieszkańców.

## Geografia

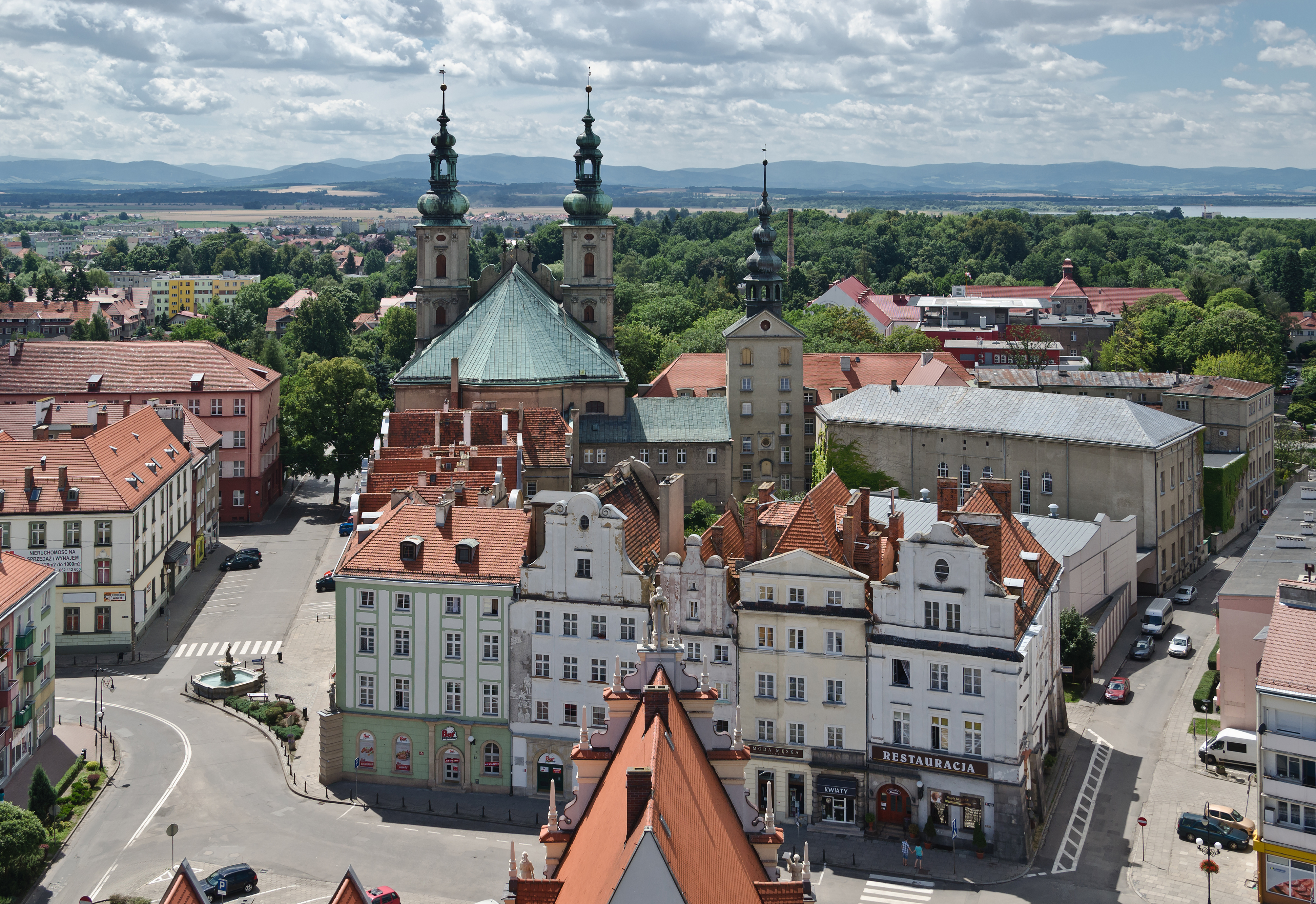
Stare Miasto w Nysie z widokiem na Sudety

Nysa położona jest w południowo-zachodniej części województwa opolskiego nad Jeziorem Nyskim i Nysą Kłodzką. Stanowi siedzibę powiatu nyskiego.
Sporne jest położenie według krain historycznych – od 1201 roku, kiedy Henryk I Brodaty ofiarował ziemię nyską biskupowi wrocławskiemu, księstwo nyskie było związane z Wrocławiem, a więc i Dolnym Śląskiem. W 1680 roku Holender Fryderyk de Wit wydał mapę Górnego Śląska, na której księstwo nyskie leżało na Dolnym Śląsku. Związek ten trwał aż do wojen śląskich, jego ostateczny kres położyła sekularyzacja Prus w 1810 roku. Od tego czasu Nysa była silniej związana z Górnym Śląskiem. Za granicę Górnego i Dolnego Śląska uznawano Przesiekę Śląską, która łukiem otaczała ziemię nyską od południowego wschodu, dochodząc na wschodzie aż do górnego biegu Ścinawy, a następnie dolnego biegu Nysy Kłodzkiej. Później tradycyjną granicą Górnego i Dolnego Śląska stała się Nysa Kłodzka, która w środkowym biegu przepływa przez miasto. Od 1815 do 1945 roku Nysa należała administracyjnie do Rejencji opolskiej, która w 1919 roku weszła w skład prowincji Górny Śląsk, przez co część historyków uznaje dzisiaj przynależność Nysy do Górnego Śląska, natomiast przeciwnicy tego poglądu wskazują na silniejsze kulturowe i historyczne związki z Dolnym Śląskiem. Związek z Dolnym Śląskiem widoczny jest też w herbie dawnego księstwa nyskiego, gdzie obok symboli miasta znajduje się herb Piastów dolnośląskich.
| \| I \| II \| III \| IV \| V \| VI \| VII \| VIII \| IX \| X \| XI \| XII \| \| 1.1 34 23 \| 1 37 25 \| 1.1 45 31 \| 1.5 56 37 \| 2.6 65 45 \| 3.1 71 51 \| 3.3 74 53 \| 3.1 73 53 \| 1.9 66 47 \| 1.5 57 40 \| 1.5 45 34 \| 1.3 37 27 \| \| Temperatury w °F Opad całkowity w calach \| \| \| \| \| \| \| \| \| \| \| \| |         |           |           |           |           |           |           |           |           |           |           |
| I | II      | III       | IV        | V         | VI        | VII       | VIII      | IX        | X         | XI        | XII       |
| 1.1 34 23 | 1 37 25 | 1.1 45 31 | 1.5 56 37 | 2.6 65 45 | 3.1 71 51 | 3.3 74 53 | 3.1 73 53 | 1.9 66 47 | 1.5 57 40 | 1.5 45 34 | 1.3 37 27 |
| Temperatury w °F Opad całkowity w calach |         |           |           |           |           |           |           |           |           |           |           |

| I                                        | II      | III       | IV        | V         | VI        | VII       | VIII      | IX        | X         | XI        | XII       |
| 1.1 34 23                                | 1 37 25 | 1.1 45 31 | 1.5 56 37 | 2.6 65 45 | 3.1 71 51 | 3.3 74 53 | 3.1 73 53 | 1.9 66 47 | 1.5 57 40 | 1.5 45 34 | 1.3 37 27 |
| Temperatury w °F Opad całkowity w calach |         |           |           |           |           |           |           |           |           |           |           |

W Nysie panuje klimat umiarkowany ciepły. Średnia temperatura roczna wynosi +8,3 °C. Duże zróżnicowanie dotyczy termicznych pór roku. Średnie roczne opady atmosferyczne w rejonie Nysy wynoszą 583 mm. Dominują wiatry zachodnie.

### Podział miasta
Rada gminy Nysa nie ustanowiła na terenie miasta jednostek pomocniczych gminy, zwyczajowo dzielnicami określa się dołączone do Nysy miejscowości, a osiedlami wybudowane w XX w blokowiska. Według Krajowego Rejestru Urzędowego Podziału Terytorialnego Kraju częściami Nysy są:
- Dolna Wieś
- Górna Wieś
- Karłów
- Radoszyn
- Rochów
- Średnia Wieś
- Śródmieście
- Zamłynie
- Zawodzie

W mieście znajdują się również osiedla:

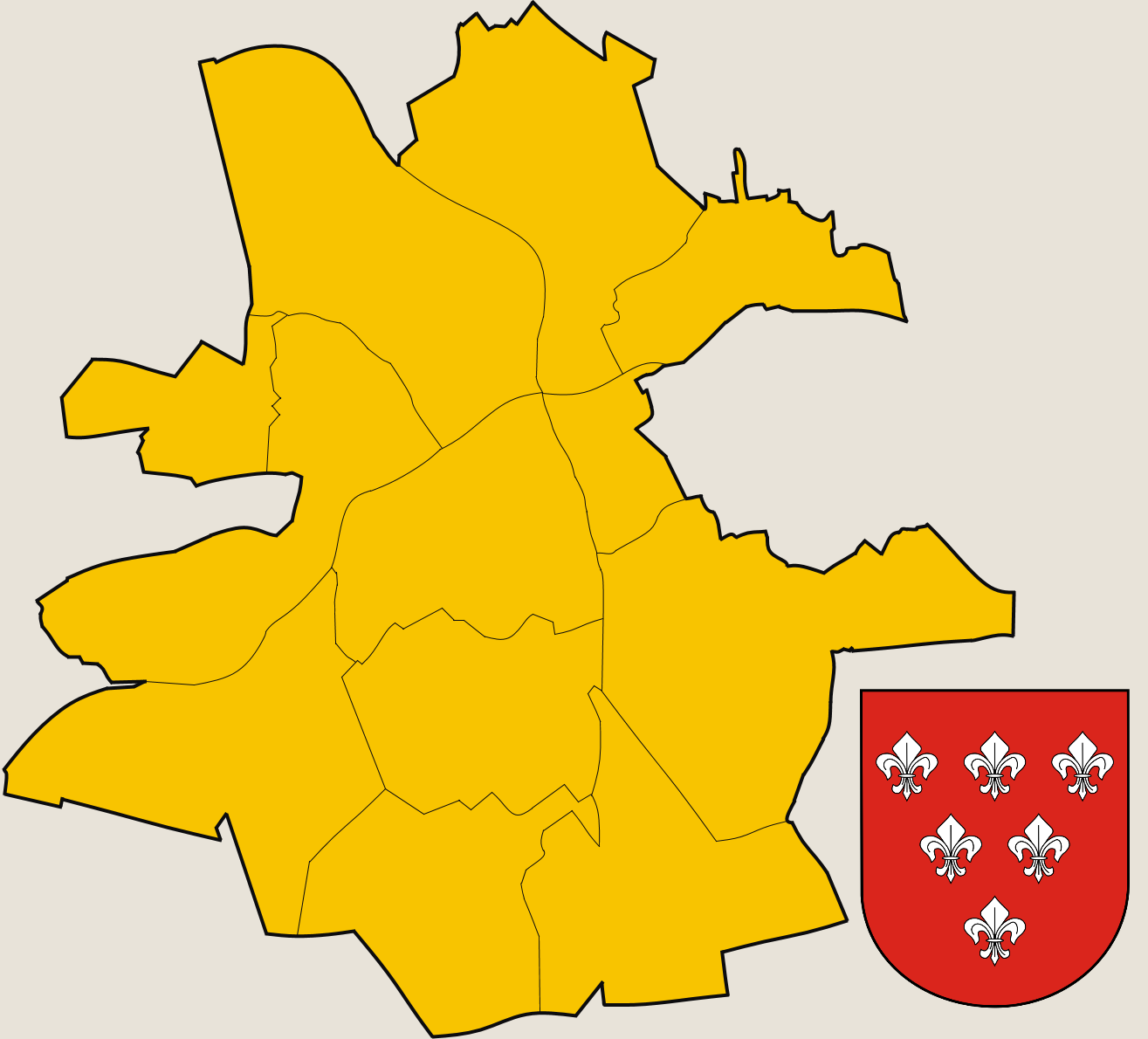
Zwyczajowy podział Nysy na dzielnice

- os. Gałczyńskiego
- os. Podzamcze (sektory A, B i C)
- os. Południe
- os. Rodziewiczówny

## Nazwa

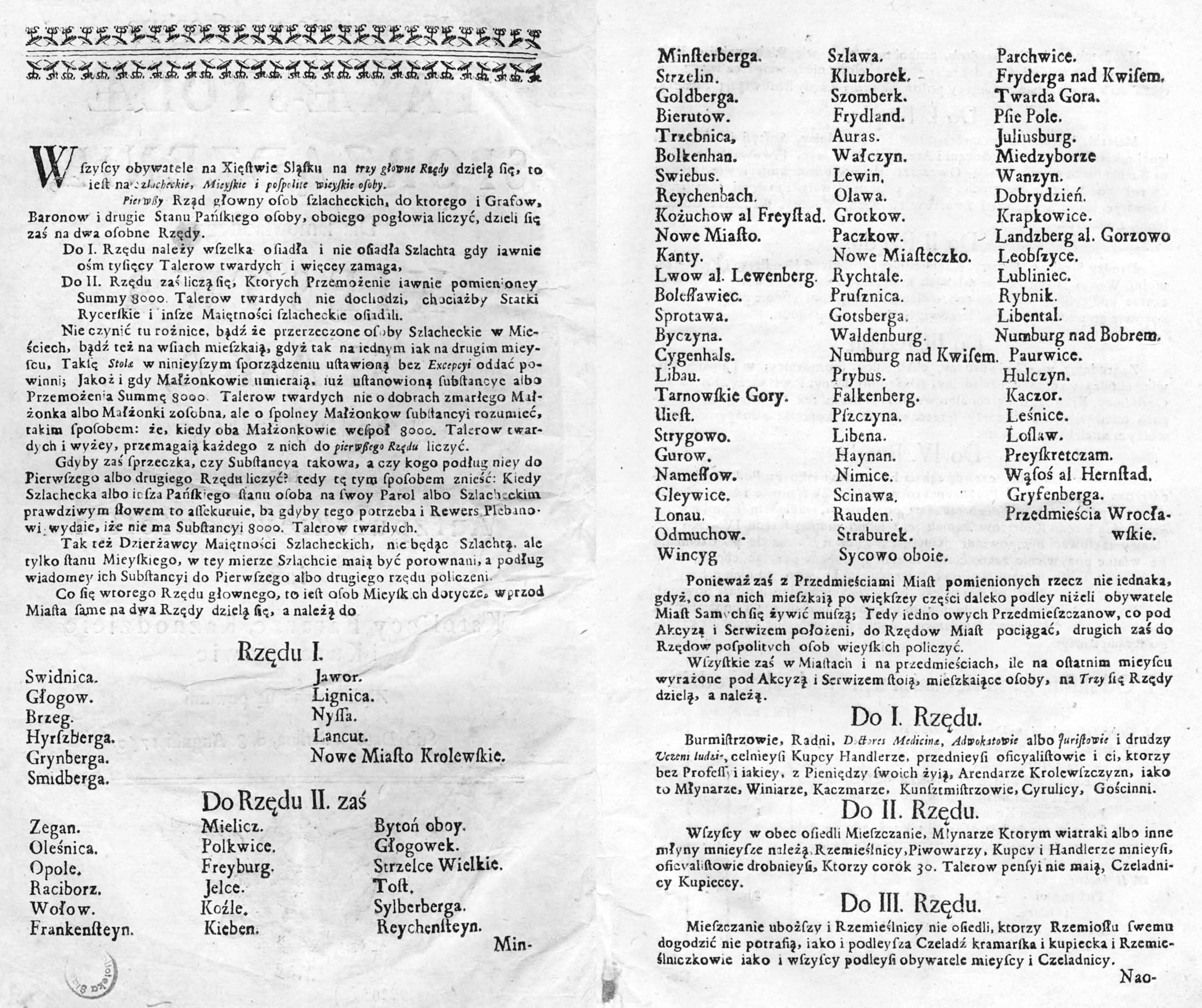
Nazwa Nyssa wśród innych nazw śląskich miejscowości w urzędowym pruskim dokumencie z 1750 roku wydanym w języku polskim w Berlinie.

Nazwa miejscowości wywodzi się od przepływającej przez miasto rzeki Nysy Kłodzkiej. Nazwa rzeki istniała jeszcze przed założeniem osady w tym miejscu. Kosmas z Pragi w swojej Kronice Czechów w 991 wymienia nazwę Niżą. Zapis fluminis Niżą pojawia się również w dokumencie cesarza rzymskiego Ottona III z 1000 roku. Na przełomie X i XI wieku niemiecki kronikarz Thietmar z Merseburga wymienił provinciam Nice.
Spisana w XIII wieku Księga założenia klasztoru świętej Marii Dziewicy w Henrykowie podaje nazwę Nyża. Trudno jest ustalić pochodzenie tej nazwy. Możliwe, że oznaczała niskie położenie strumienia rzeki lub płynącą rzekę. Jest to starosłowiańska nazwa. Jan Długosz w kronice z XV wieku wyjaśnia, że miasto Nysa wzięło swoją nazwę od rzeki. Pogląd Długosza podziela Hartmann Schedel w swojej Kronice Świata z 1493.
Nazwa miejscowości wywodzi się od rzeki przepływającej przez miasto Nysy Kłodzkiej. Została ona wymieniona w formie Nysa w 1333 roku w łacińskim dokumencie wydanym we Wrocławiu przez księcia śląskiego Henryka. Miejscowość wymieniona została w łacińskim dokumencie z 1310 roku gdzie miasto zanotowano jako Nyza. W roku 1613 śląski regionalista i historyk Mikołaj Henel z Prudnika wymienił miejscowość w swoim dziele o geografii Śląska pt. Silesiographia podając jej łacińską nazwę: Nissa.
W różnych latach miasto było wzmiankowane pod, między innymi, następującymi nazwami: 1223 Nysa, 1367 Nise, 1435 Neise, 1566 Neysse.

## Historia

### Średniowiecze

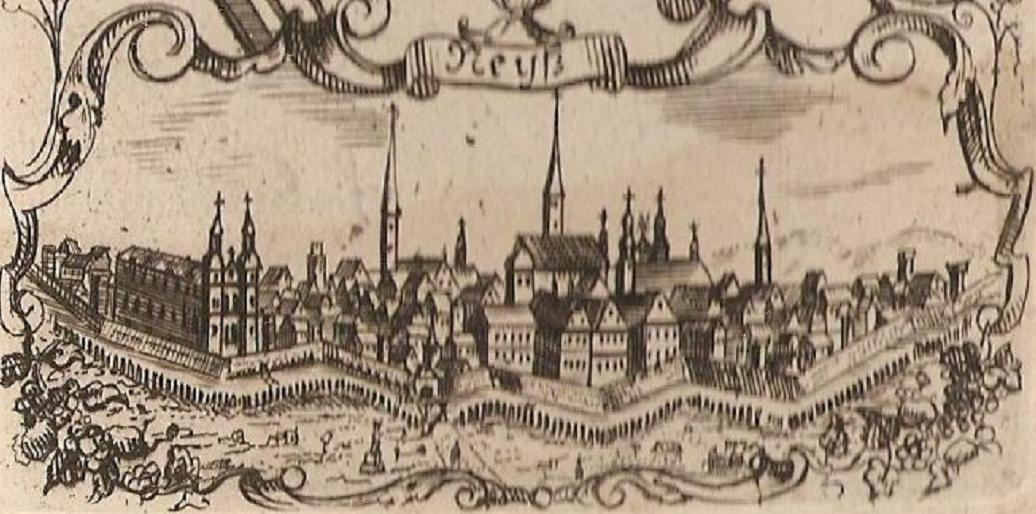
Panorama miasta ok. 1345

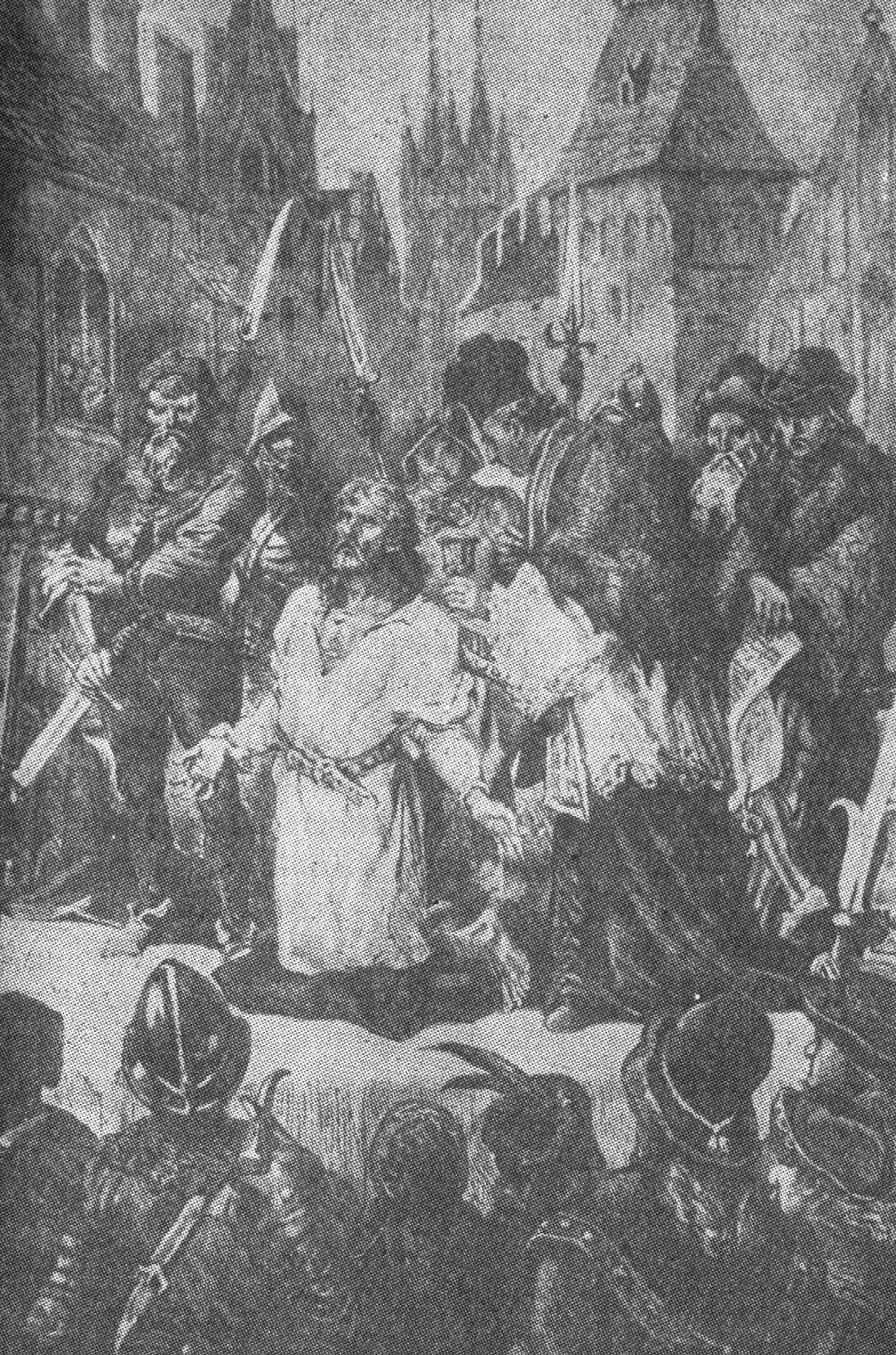
Scena ścięcia Mikołaja II opolskiego na Rynku w Nysie (1497)

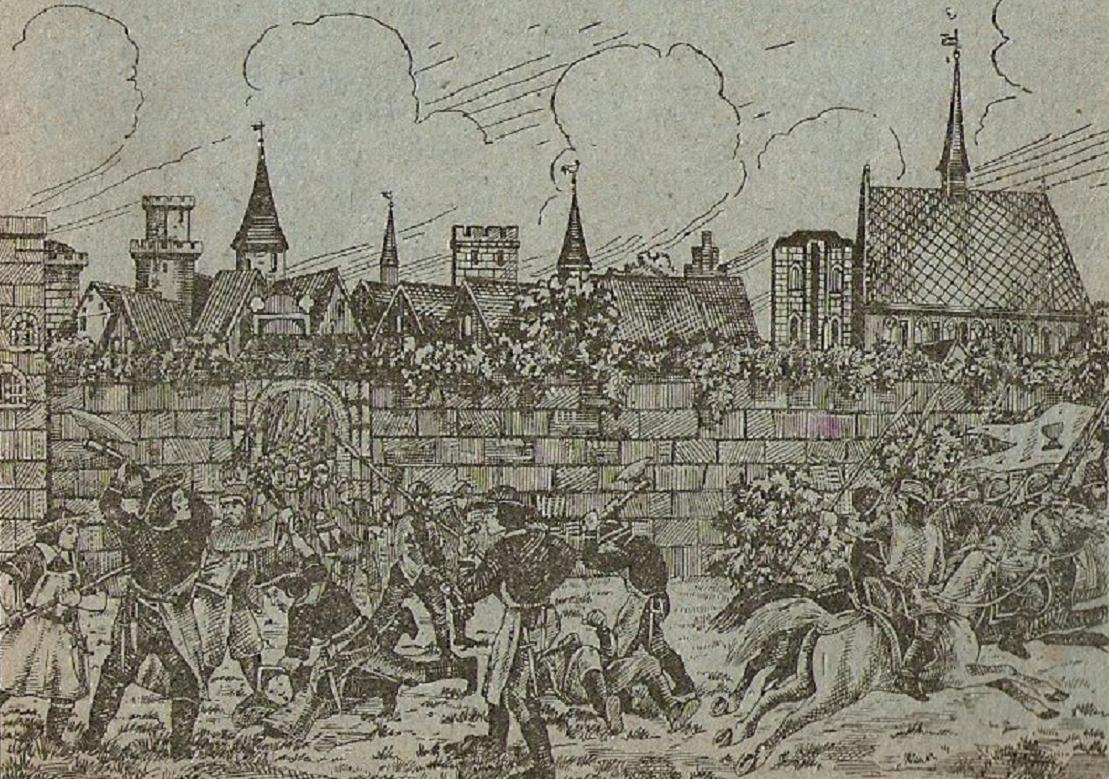
Husyci pod Bramą Celną w Nysie (1428)

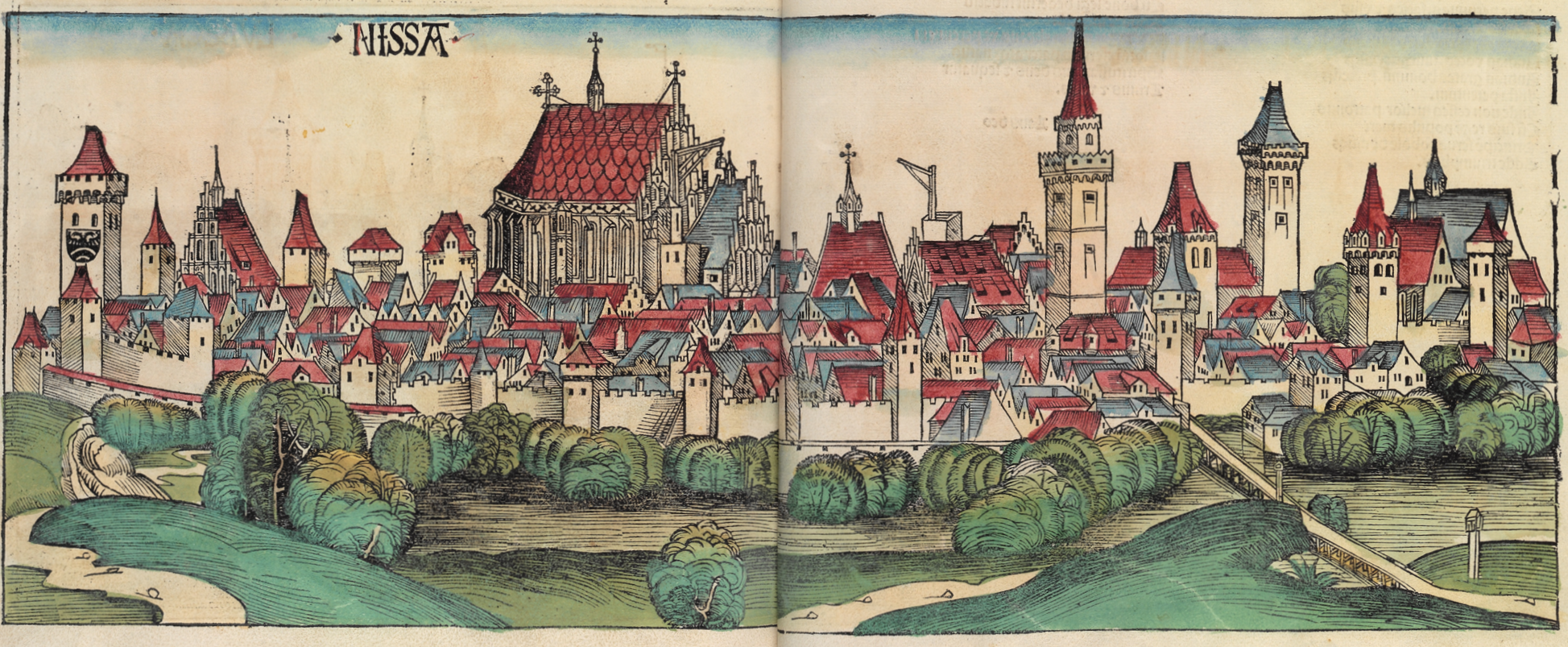
Panorama miasta przed 1493 r. (Hartmann Schedel, Liber chronicarum)

Nysa jest jednym z najstarszych miast śląskich. Prawdopodobnie już w X wieku istniała tu osada. Według Jana Długosza Nysę jako gród miał założyć Bolesław Krzywousty. Jednak nie odgrywał on wówczas większej roli, gdyż nadgraniczna kasztelania znajdowała się w pobliskim Otmuchowie. Sytuacja zmieniła się, gdy książę Bolesław I Wysoki ofiarował swemu synowi Jarosławowi kasztelanię otmuchowską wraz z przylegającymi do niej dobrami. Jarosław, który w latach 1198–1201 był biskupem wrocławskim, przekazał w testamencie swoim następcom na stolicy biskupiej Nysę i kilkanaście wsi. Z czasem na tej bazie utworzono biskupie księstwo nysko-otmuchowskie, które sukcesywnie powiększało się, a Nysa stała się jego stolicą.
W 1198 r. biskup Jarosław miał konsekrować kościół św. Jakuba i św. Agnieszki. Nie wiadomo, czy była to pierwsza nyska świątynia, ponieważ źródła z 1240 r. wymieniają kościół św. Jana Chrzciciela na Starym Mieście, patrona diecezji wrocławskiej, który umieszczony był w najstarszym herbie miejskim.
Nysa po raz pierwszy była wzmiankowana w 1223 roku, kiedy to została lokowana na prawie flamandzkim (w 1308 r. została przeniesiona na prawo magdeburskie). Z początkiem XIV wieku, wedle życzenia Henryka Probusa, stała się miastem stołecznym księstwa nyskiego. Utworzone przez niego księstwo nyskie do 1810 r. (sekularyzacja dóbr kościelnych przez króla pruskiego Fryderyka Wilhema III) rozrastało się pod względem terytorialnym, ludnościowym i prawnym, gdyż posiadało i stanowiło swe własne prawa, np. prawo warzenia piwa czy prawo mili (mili zapowiedniej).
Po zwycięstwie nad krzyżowcami w 1427 roku, husyci zaatakowali Śląsk. Atak był karą za pomoc udzieloną przez książąt śląskich krzyżowcom, którzy w ramach czwartej krucjaty zaatakowali Czechy. Atak przeprowadzono w czasie olbrzymiej ofensywy na tereny (Austria, Brandenburgia, Saksonia, Śląsk) z których atakowano Czechy w ramach krucjat.
Do bitwy doszło 18 marca 1428 roku pod Nysą. Tego dnia pod miastem stanęły wojska husyckie, którym drogę do stolicy biskupiego księstwa nyskiego zagrodziły wojska zebrane przez biskupa Konrada oleśnickiego. Wynik bitwy został rozstrzygnięty już po pierwszym starciu, w czasie którego wojska śląskie uciekły z pola bitwy.
Zwycięstwo zadecydowało o dominacji husyckiej nad znacznymi obszarami Śląska.
Nie zahamowało to jednak rozwoju miasta. Na początku XV wieku Nysa stała się jednym z najludniejszych miast śląskich. Zamieszkiwało ją wtedy około 5000 osób. Nysa to znany ośrodek edukacyjny – już od średniowiecza, od 1417, istniała szkoła parafialna, przekształcona w następnych wiekach w znane gimnazjum.
Dogodne położenie miasta na przecięciu szlaków handlowych z Pragi i Kłodzka do Opola i dalej do Krakowa sprzyjało rozwojowi gospodarczemu miasta. W księstwie kwitł handel, organizowane były dwa targi w dniach św. Jakuba i św. Agnieszki, które gromadziły kupców z Austrii, Czech, Moraw i Węgier. Również rzemiosło przeżywało rozkwit, powstały m.in. cechy farbiarzy czy złotników. Dodatkowe przywileje, jak np. prawo składu, prawo przymusu drogowego czy prawo bicia własnej monety, przysparzały sławy i podnosiły rangę miasta.
Jednym z jawnych dowodów, iż Nysa była znaczącym ośrodkiem, jest wydana w 1493 roku w Norymberdze Kronika Świata, która ustawia miasto wśród znaczących ośrodków miejskich Europy Środkowej. Opis ludności miasta zawarty w tej kronice brzmi: „plebs rustica polonici ydeomatis...”. Drugim z dowodów jest herb Nysy na bramie wjazdowej Mostu Karola w Pradze, który to herb wisi obok herbów najznakomitszych miast czeskich. Jest to także znak historii miasta, gdyż Nysa wraz z nadejściem XIV wieku dostała się pod panowanie czeskich Luksemburgów, a następnie, od 1526 r. – Habsburgów. Nadawane kolejne przywileje gospodarcze i prawne spowodowały, że miasto stało się poważnym importerem soli i wina z Węgier i Nadrenii.
W 1497 roku na rynku w Nysie został ścięty przedostatni książę opolski – Mikołaj II.

### XVI–XX wiek

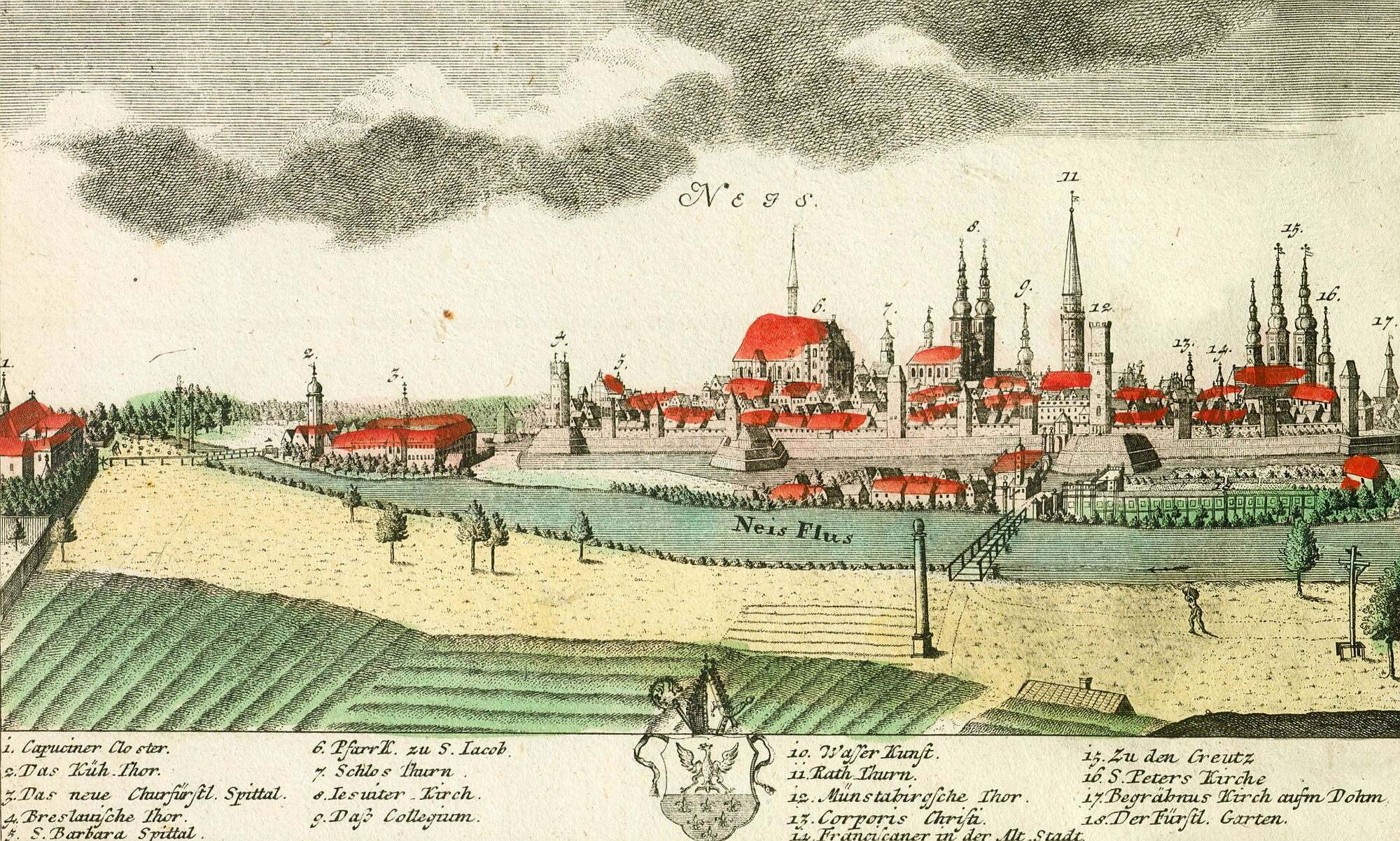
Widok na miasto w 1738 roku

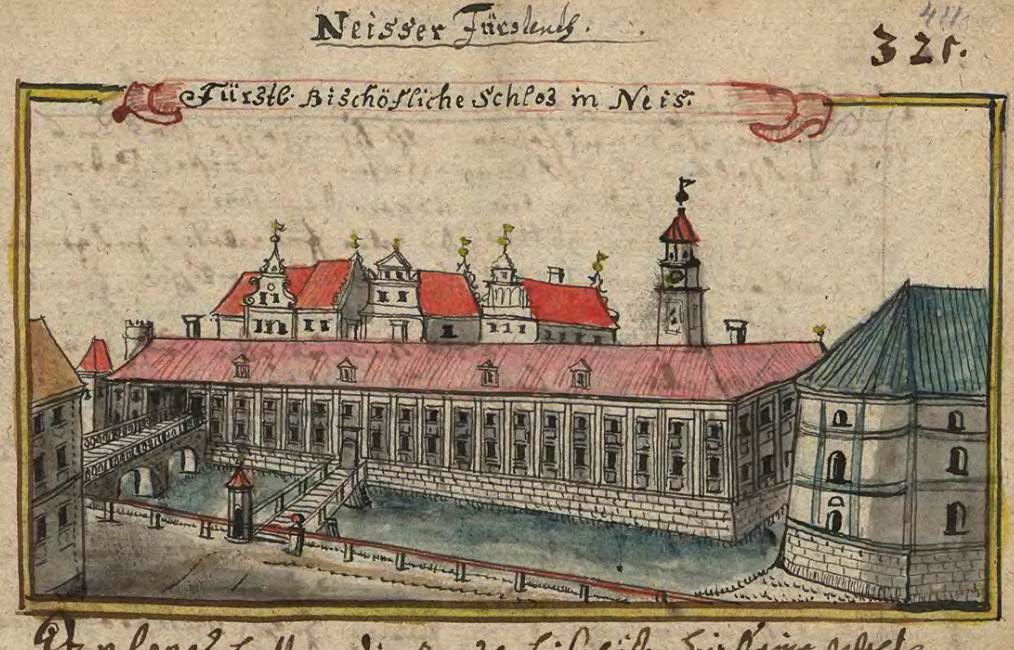
Dwór biskupi, w sąsiedztwie dawny zamek biskupów wrocławskich, obecnie Muzeum w Nysie, rys. (F. B. Wernher – XVIII w.)

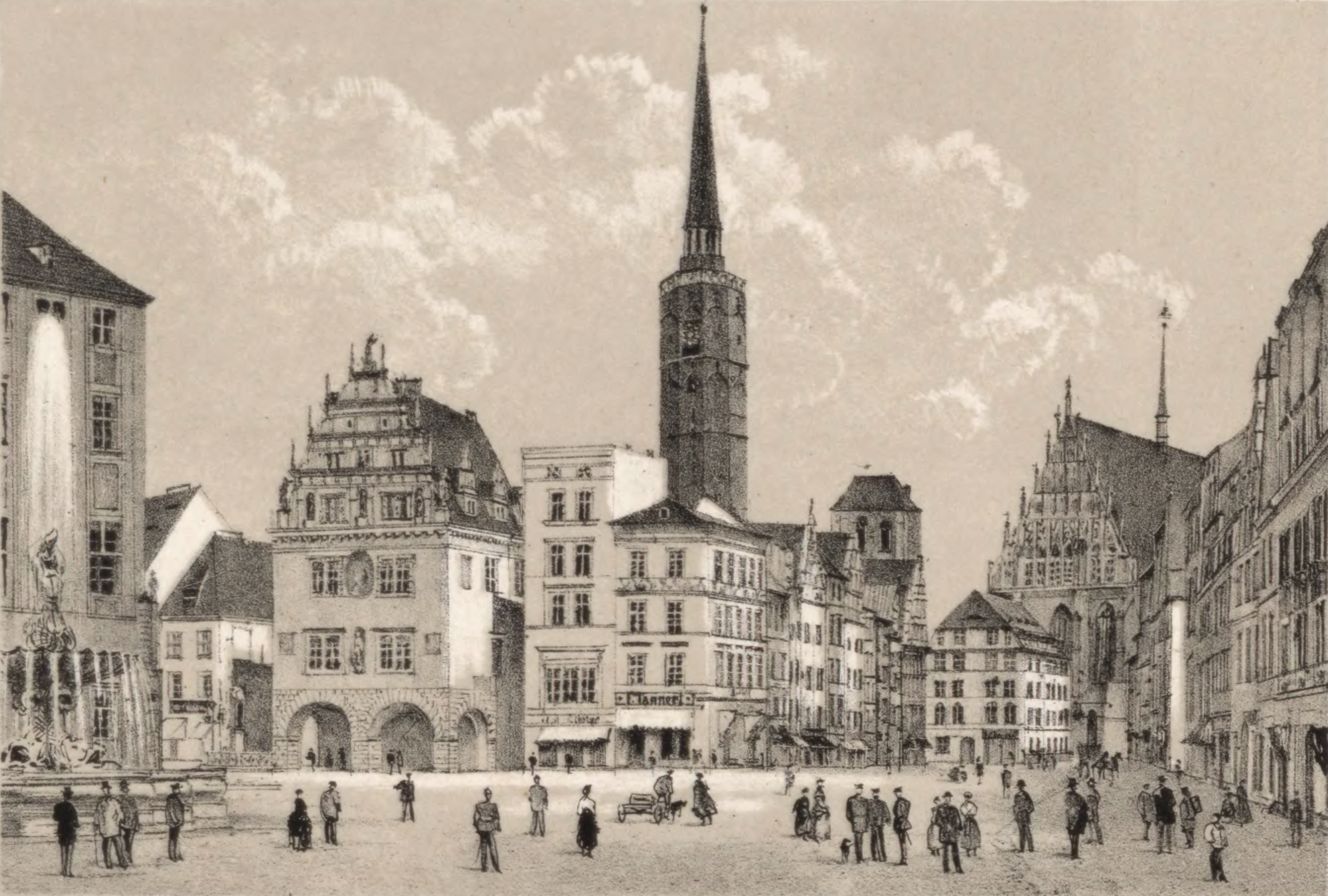
Rynek (XIX wiek)

W XVI wieku do Nysy jako swojej głównej rezydencji przenieśli się biskupi wrocławscy. Decyzja ta spowodowana została silnym rozwojem reformacji na Dolnym Śląsku. Z inicjatywy biskupiej Nysa otrzymała liczne przywileje. Rozpoczął się okres wielkiego rozwoju gospodarczego miasta. Pod wpływem obecności i działania biskupów Nysa otrzymała tytuł Śląskiego Rzymu, głównie za sprawą licznych budowli sakralnych miasta oraz fontanny Trytona z 1701 roku, wzorowanej na rzymskiej Fontana del Tritone z 1612–1613 roku, stojącej na Placu Barberini – Piazza Barberini autorstwa Gian Lorenzo Berniniego. Kilkadziesiąt lat przed Wrocławiem, w 1624, miasto otrzymało kolegium jezuickie Carolinum. Ukończył je przyszły król Polski Michał Korybut Wiśniowiecki.
Nysa była miastem obronnym już od początku jej istnienia, pierwsze nowożytne fortyfikacje w Nysie powstały w 1594 r. i były wielokrotnie rozbudowywane. Okres wojny trzydziestoletniej to czas upadku miasta. Od 1741 roku Nysa była pod panowaniem Prus i stała się miastem-twierdzą, istniejące umocnienia na prawym brzegu Nysy Kłodzkiej zostały znacznie rozbudowane, jednocześnie twierdza nyska została rozbudowana o umocnienia na pagórkach na lewym (północnym) brzegu rzeki. Obszarowi wewnątrz tych umocnień został nadany status miasta o nazwie Friedrichstadt, obecnie Radoszyn, przewidywano, że w mieście będą mieszkały rodziny oficerów oraz mieszkańcy Nysy, których budynki zajęto pod budowę umocnień. Zmieniło to całkowicie charakter miasta, lecz zdało egzamin podczas obrony miasta przed wojskami Napoleona. Od lipca 1807 roku Nysa oblegana była przez wojska napoleońskie. Po miesięcznym oblężeniu, generał francuski Dominique Vandamme zajął Nysę (skapitulowała z powodu kończących się zapasów żywności i amunicji). Miasto pozostawało pod okupacją francuską do 1808 roku.
W 1810 roku rząd pruski przeprowadził sekularyzację dóbr kościelnych. W Nysie przestała istnieć władza biskupów wrocławskich, trwająca nieprzerwanie od XIV wieku, której miasto zawdzięczało swą wielkość i znaczenie. Ograniczenia związane z istnieniem twierdzy hamowały dalszy rozwój Nysy, powstały jednak takie obiekty, jak połączenie kolejowe (1848 r.), teatr miejski (1852 r.), gazownia i oświetlenie gazowe ulic (1860 r.), wodociągi (1878 r.), kanalizacja (1888 r.), elektryczność (1907 r.).
W XIX w. znaczenie twierdzy spadło, w 1810 r. do Nysy włączono Friedrichstadt (obecnie Radoszyn), w latach 70. XIX w. zburzono obwałowania wewnętrzne umożliwiając rozwój Nysy na południe i wschód, w 1903 roku Nysa straciła status twierdzy, co ułatwiło budownictwo w mieście, w 1910 roku przyłączono do miasta wioski otaczające miasto: Zawodzie, Podzamcze, Średnią i Dolną Wieś, a w 1921 roku Górną Wieś.
1876 roku linię kolejową doprowadzono do centrum, połączyła ona Nysę z Prudnikiem i Koźlem.
W okresie I wojny światowej w Nysie mieściły się obozy jenieckie – przetrzymywano tutaj m.in. Charles’a de Gaulle’a, późniejszego generała i prezydenta Francji.
Od 1919 Nysa należała do nowo utworzonej prowincji Górny Śląsk. Prowincja została zlikwidowana w 1938, a 18 stycznia 1941 utworzono ją ponownie.

### II wojna światowa

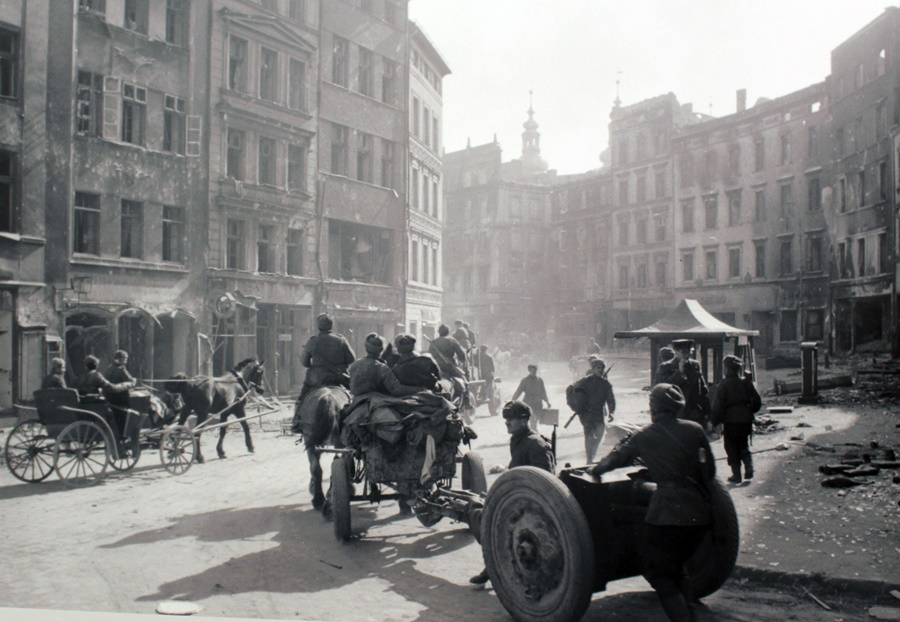
Armia Czerwona na Rynku w Nysie po zajęciu miasta (1945)

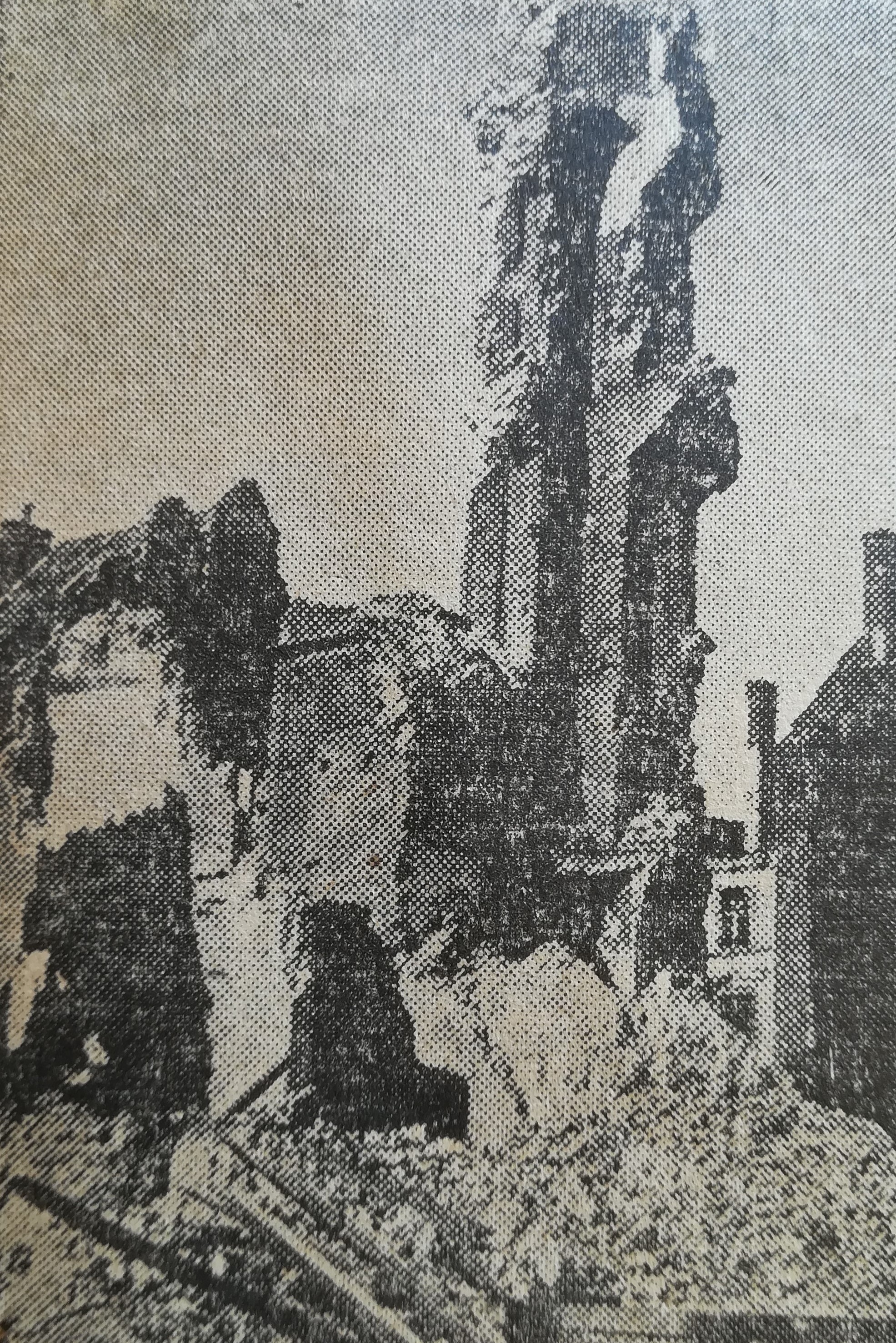
Zniszczona wieża ratuszowa w Nysie po wojnie

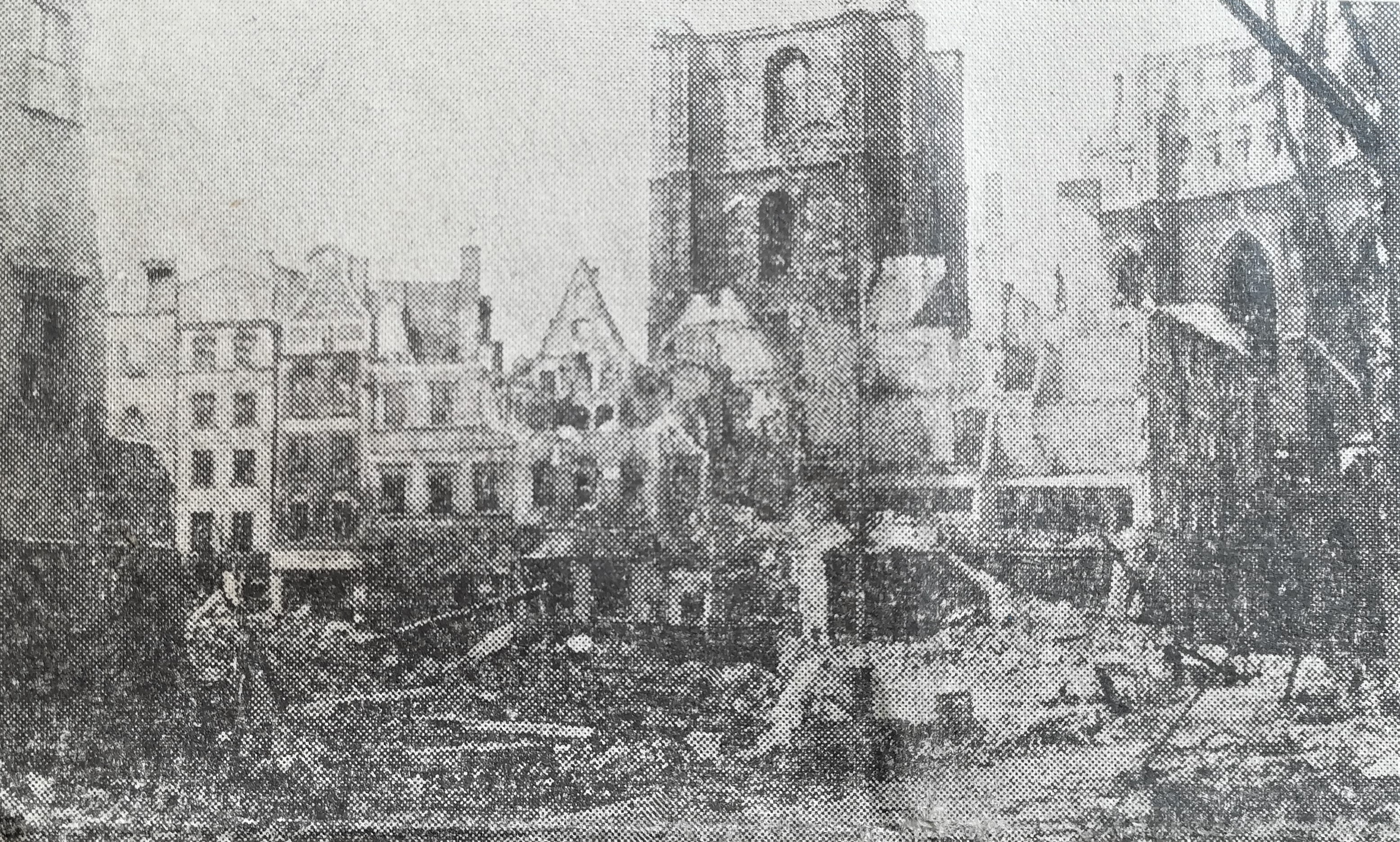
Nyski rynek po wojnie

1 stycznia 1944 w zakładach przemysłu maszynowego w Nysie założono AL Neiße – podobóz niemieckiego obozu koncentracyjnego w Groß-Rosen. W mieście funkcjonowały również trzy obozy pracy przymusowej i liczne oddziały robocze jeńców wojennych z obozu Stalag VIIIB/344 w Łambinowicach.
Ostatnim razem zamieniono miasto w twierdzę w 1945 roku. Przed wkroczeniem żołnierzy radzieckich do miasta, władze niemieckie zlikwidowały Więzienie Sądu Krajowego w Nysie. 30 stycznia 1945 roku ewakuowano 50 przetrzymywanych tam więźniów, po których wszelki ślad zaginął. Ofiarami Niemców byli także polscy i rosyjscy robotnicy przymusowi, których karano śmiercią za handel lub magazynowanie żywności, w samej Nysie udokumentowanych jest 5 takich przypadków. W końcowej fazie wojny, „dla podniesienia morale” niemieckie dowództwo karało śmiercią także własnych żołnierzy bez należytego rozpatrzenia sprawy przed sądem. Tylko w pierwszej połowie marca w samej Nysie wykonano 22 wyroki śmierci.
Niemieckie dowództwo przywiązywało wyjątkowo dużą wagę do utrzymania Nysy. Stanowiła ona bowiem jeden z kluczowych węzłów oporu na Śląsku Opolskim. Przez Nysę biegły linie komunikacyjne łączące Grupę Armii „Środek” z walczącą na Bałkanach Grupą Armii Południe. Dowództwo twierdzy „Nysa”, szczególnie obawiało się uderzenia Armii Czerwonej z kierunku Prudnika. W celu wzmocnienia broniących się tam związków taktycznych 17 Armii, w tym 20 Estońskiej Dywizji Grenadierów SS, do walk na północ od podnóża Sudetów aż poza linię Białej Głuchołaskiej, wprowadzono oddział zaporowy pod dowództwem płk Capellego. Jego kościec tworzył głównie batalion rozpoznawczy 1 Dywizji Pancerno-Spadochronowej Hermann Göring. Zgromadzonymi dodatkowo siłami obsadzono rubież wzdłuż drogi: Nysa – Hajduki Nyskie – Stary Las – Charbielin – Czapka – wzgórze na wschód od Głuchołaz. W trakcie późniejszych walk udało im się między innymi rozbić 12 radzieckich czołgów w rejonie Wierzbca.
Najgorszy pogrom miasta odbył się w marcu 1945 roku. Nysa została zdobyta przez Armię Czerwoną 24 marca. Walki o miasto między Armią Czerwoną a wojskami niemieckimi trwały od 23 marca, w ich wyniku zniszczeniu uległo około 1450 budynków. Czerwonoarmiści zamordowali 27 niemieckich sióstr zakonnych (głównie elżbietanek), które zostały by opiekować się chorymi i rannymi w nyskich szpitalach. 150 zakonnic zostało znieważonych, a niektóre zgwałcone, niektóre z nich wywieziono na roboty do Związku Radzieckiego. Zniszczonych zostało wiele budynków, m.in. Dom Wagi Miejskiej (po wojnie odbudowany) oraz gotycka, 94-metrowa, wieża ratuszowa, najwyższa, jak dotąd, budowla miasta (odbudowana wraz z kamieniczkami w 2009 roku). Ogółem zniszczeniu uległo ponad 50% zabudowy miasta.
Po wyparciu oddziałów niemieckich miasto zostało przejęte przez radziecką komendanturę wojenną na mocy prawa międzynarodowego IV Konwencji Haskiej z 18 października 1907, która następnie przekazała władzę administracji polskiej. Wówczas w Nysie i okolicy została osiedlona między innymi część polskich przesiedleńców z Kresów Wschodnich oraz osadnicy z centralnej Polski. Niemiecką ludność wysiedlono na zachód.

### Polska Ludowa

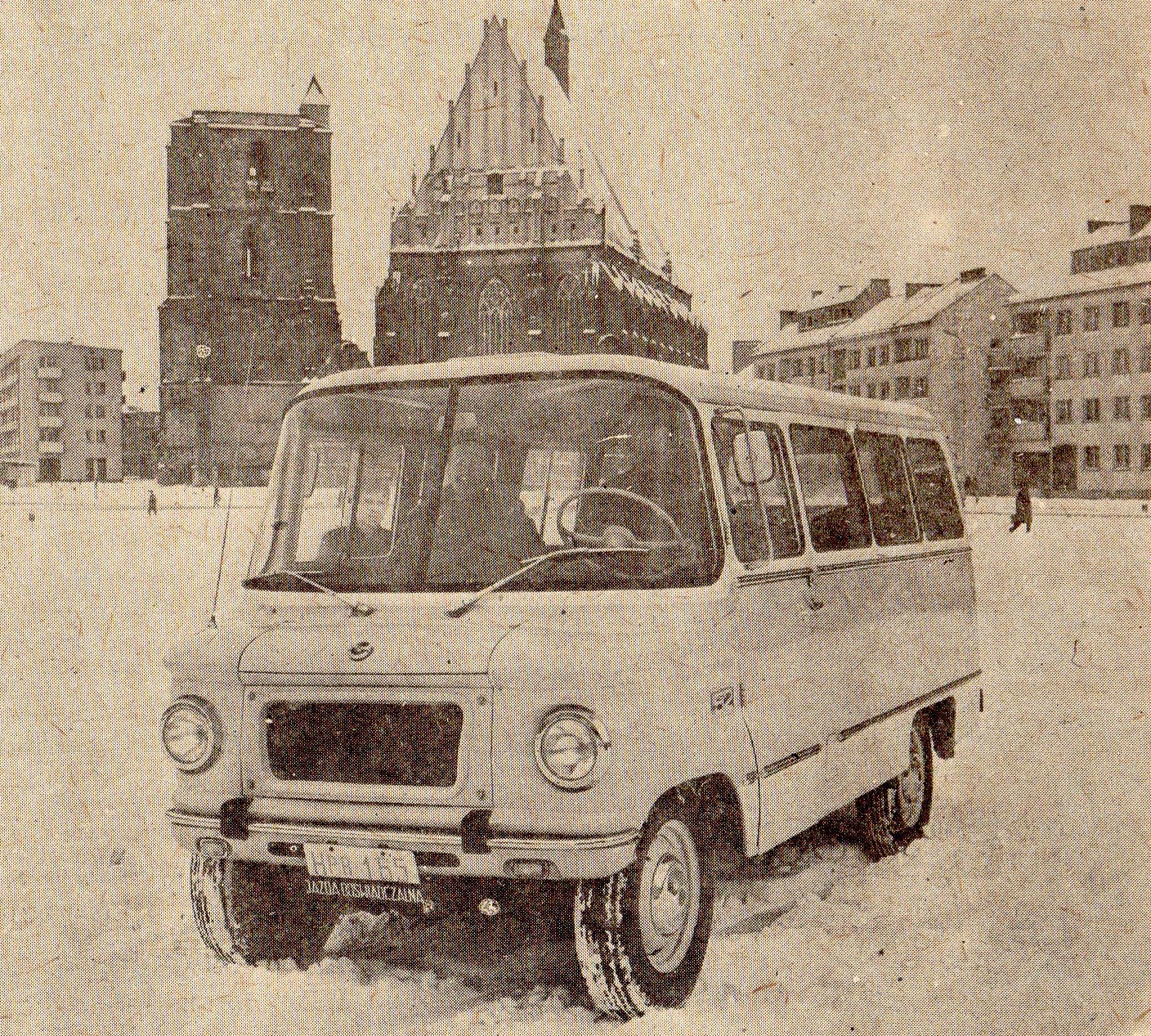
Samochód ZSD Nysa w Nysie (1981)

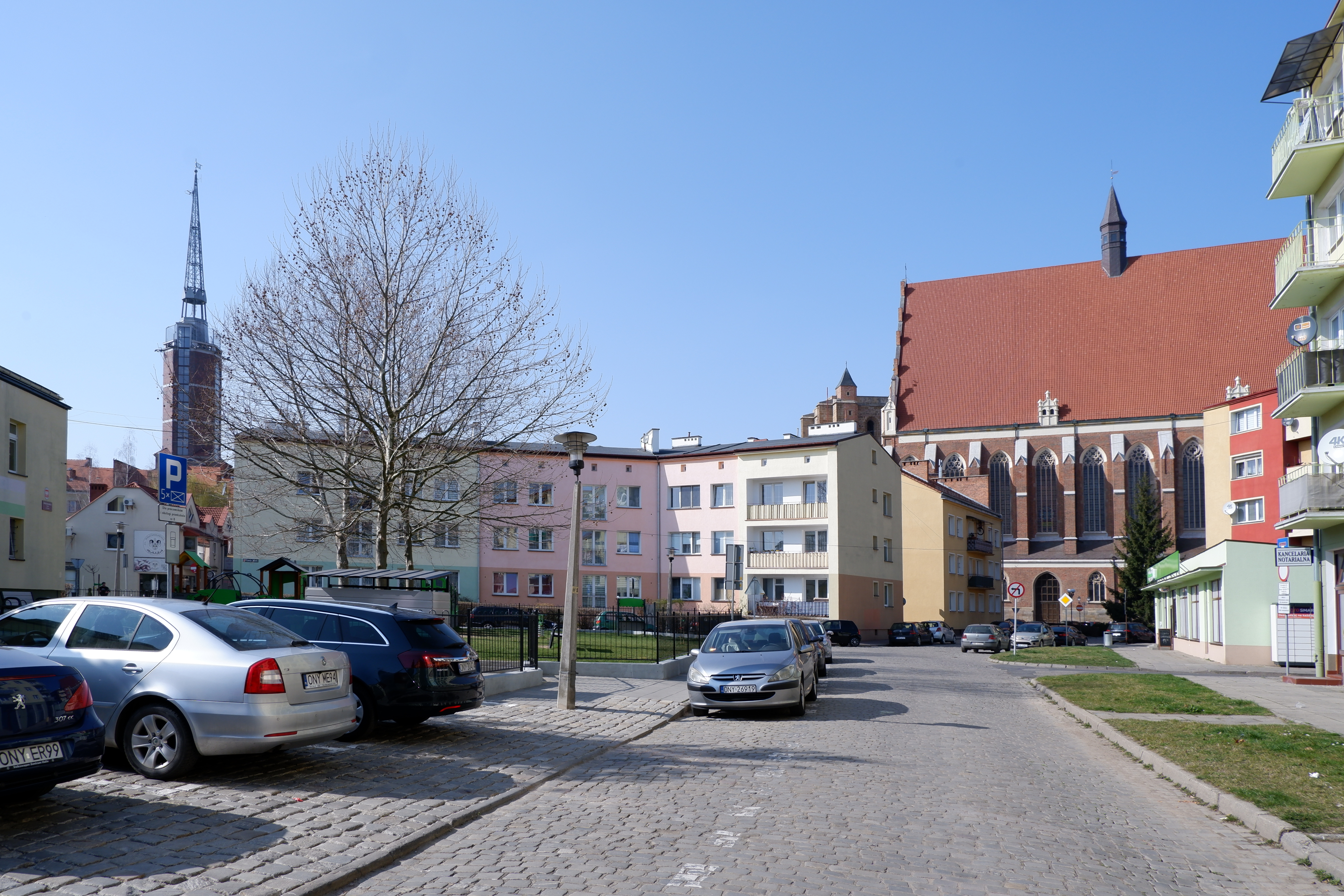
Kontrasty architektoniczne na Starym Mieście

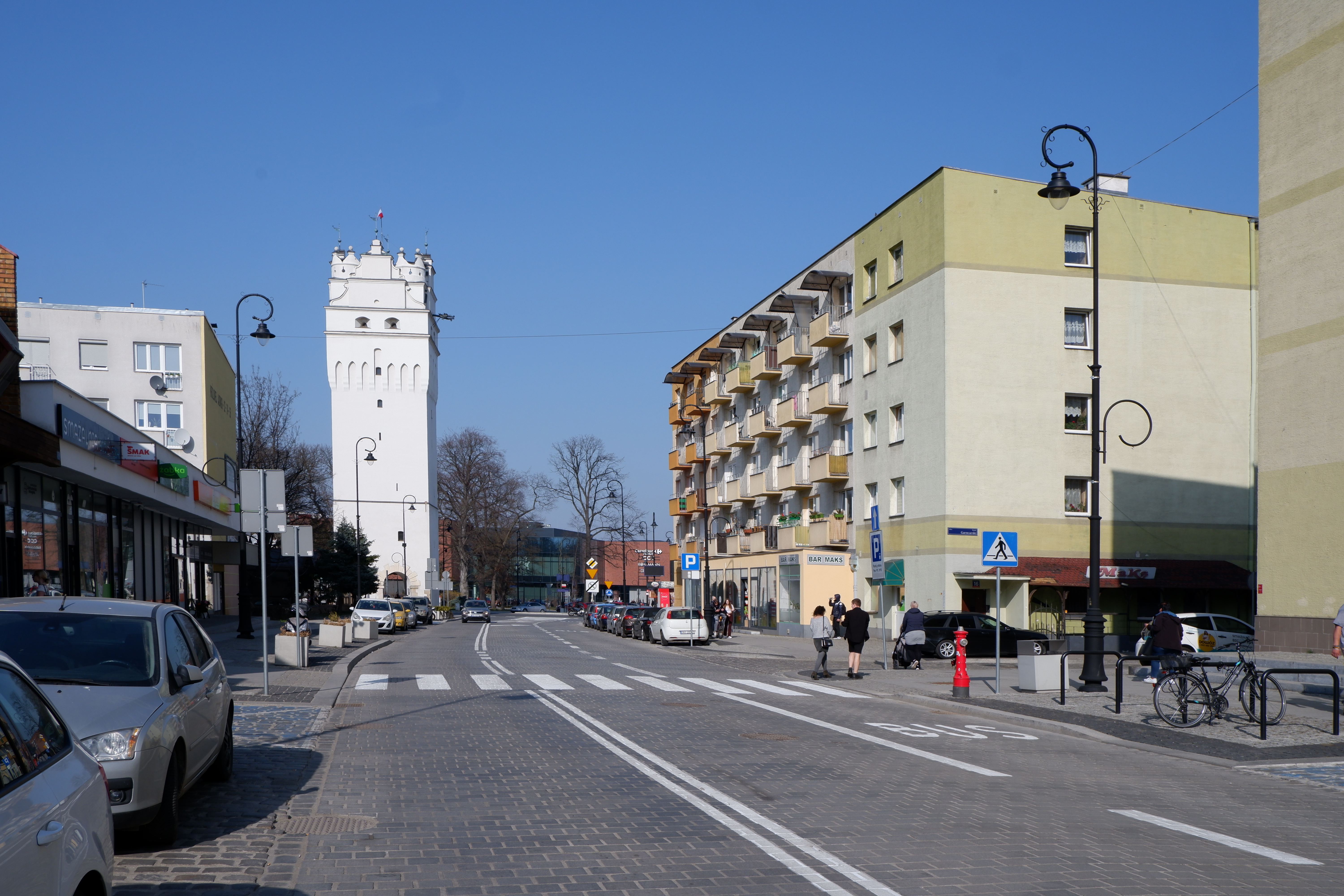
Kontrasty architektoniczne na Starym Mieście

Po zdobyciu miasta nastąpiły częściowa odbudowa i zabezpieczenie cenniejszych obiektów. Polityka ta zmieniła się w pierwszej połowie lat 50., kiedy Miejski Oddział Rozbiórkowo-Porządkowy nakazał wyburzenie większości ruin Starego Miasta w celu dostarczenia cegieł przeznaczonych do odbudowy Warszawy (tylko w 1954 r. Warszawa wyznaczyła dla Nysy kontyngent 12 mln sztuk cegły rozbiórkowej). Wskutek znacznych zniszczeń miasta i braku dostępnych lokali, w latach 1945–1950 nyski Sąd Okręgowy miał siedzibę w Prudniku. Od lat 60. odbywały się ponowna odbudowa i rozbudowa miasta, rozwijały się zakłady przemysłowe, m.in. Fabryka Samochodów Dostawczych Nysa (produkująca do lat 90. samochody dostawcze Nysa). W 1986 roku połączona z FSO Warszawa, zmieniła nazwę na FSO Zakład Samochodów Dostawczych. Rozwijał się przemysł spożywczy, metalowy (Zakład Urządzeń Przemysłowych). Wybudowano nowe osiedla, obiekty użyteczności publicznej oraz jezioro zaporowe na Nysie Kłodzkiej. W 1974 w 30 rocznicę powstania PRL w uznaniu wkładu w budownictwo socjalistyczne miasto zostało odznaczone Orderem Odrodzenia Polski I klasy.
Na podstawie dekretu PKWN z 31 sierpnia 1944 zostały utworzone miejsca odosobnienia, więzienia i ośrodki pracy przymusowej dla „hitlerowskich zbrodniarzy oraz zdrajców narodu polskiego”. Przetrzymywano w nich Ślązaków i Niemców oraz byłych członków SS. Do obozu prawdopodobnie trafiali także powracający do Polski żołnierze armii Andersa, którzy wstąpili do niej po dezercji z Wehrmachtu, do którego wcielono ich wcześniej w ramach volkslisty oraz żołnierze podziemia niepodległościowego. Dwa obozy pracy nr 144 i 145 Ministerstwo Bezpieczeństwa Publicznego utworzyło w Nysie.

### III Rzeczpospolita
Po pierwszych wyborach do samorządu terytorialnego w Polsce po jego przywróceniu w 1990 roku burmistrzem miasta został Jacek Suski.
W ramach reformy administracyjnej w Polsce w 1999 Nysa ponownie stała się siedzibą powiatu nyskiego.

## Demografia
Według danych GUS z 30 czerwca 2018, Nysa miała 44243 mieszkańców (3. miejsce w województwie opolskim i 103. w Polsce), powierzchnię 27,5 km² (6. miejsce w województwie opolskim i 199. miejsce w Polsce) i gęstość zaludnienia 1613,8 os./km².
Mieszkańcy Nysy stanowią około 31,93% populacji powiatu nyskiego, co stanowi 4,49% populacji województwa opolskiego.
Nysa podlega pod Urząd Statystyczny w Opolu, oddział w Prudniku.
| Opis                              | Ogółem | Ogółem | Kobiety | Kobiety | Mężczyźni | Mężczyźni |
| --------------------------------- | ------ | ------ | ------- | ------- | --------- | --------- |
| jednostka                         | osób   | %      | osób    | %       | osób      | %         |
| populacja                         | 44243  | 100    | 23266   | 52,4    | 21131     | 47,6      |
| gęstość zaludnienia (mieszk./km²) | 1613,8 | 1613,8 | 846     | 846     | 768,4     | 768,4     |

### Liczba mieszkańców miasta
1840 – 7514
1880 – 20507
1885 – 21837
1890 – 22444
1910 – 25938
1919 – 29415
1925 – 32604
1933 – 35037
1939 – 35433
1946 – 11559
1955 – 19025
1960 – 23638
1965 – 27744
1971 – 33068
1979 – 40700
1985 – 44666
1988 – 46146
1994 – 48966
1996 – 49014
2000 – 48492
2002 – 48442
2003 – 49000
2004 – 47793
2006 – 46841
2007 – 46375
2008 – 46592
2009 – 45738
2010 – 46168
2015 – 43220
2017 – 44397

### Pochodzenie
Powojenna ludność Nysy w przeważającej mierze była ludnością napływową, choć istniała też spora społeczność autochtoniczna (ok. 7,5% ludności). Przedwojenni niemieccy mieszkańcy miasta zostali po 1945 roku wysiedleni, a na ich miejsce napłynęli w zdecydowanej większości Polacy. Według prof. Leszka Kosińskiego, struktura ludnościowa Nysy w 1950 roku pod względem pochodzenia terytorialnego przedstawiała się następująco:
| Pochodzenie                 | Liczba mieszkańców | Procentowo |
| --------------------------- | ------------------ | ---------- |
| Obszary w granicach ZSRR    | 4 006              | 26,33%     |
| Woj. katowickie             | 2 758              | 18,13%     |
| Woj. krakowskie             | 1 830              | 12,03%     |
| Woj. rzeszowskie            | 1 278              | 8,40%      |
| Woj. kieleckie              | 791                | 5,20%      |
| Woj. warszawskie z Warszawą | 724                | 4,76%      |
| Woj. opolskie               | 619                | 4,07%      |
| Zagranica oprócz ZSRR       | 507                | 3,33%      |
| Woj. łódzkie z Łodzią       | 440                | 2,89%      |
| Woj. lubelskie              | 318                | 2,09%      |
| Woj. poznańskie             | 240                | 1,58%      |
| Woj. bydgoskie              | 130                | 0,85%      |
| Woj. białostockie           | 117                | 0,77%      |
| Pozostali                   | 316                | 2,08%      |
| Ludność napływowa ogółem    | 14 074             | 92,51%     |
| Autochtoni                  | 1 139              | 7,49%      |
| Ogółem                      | 15 213             | 100%       |

## Zabytki

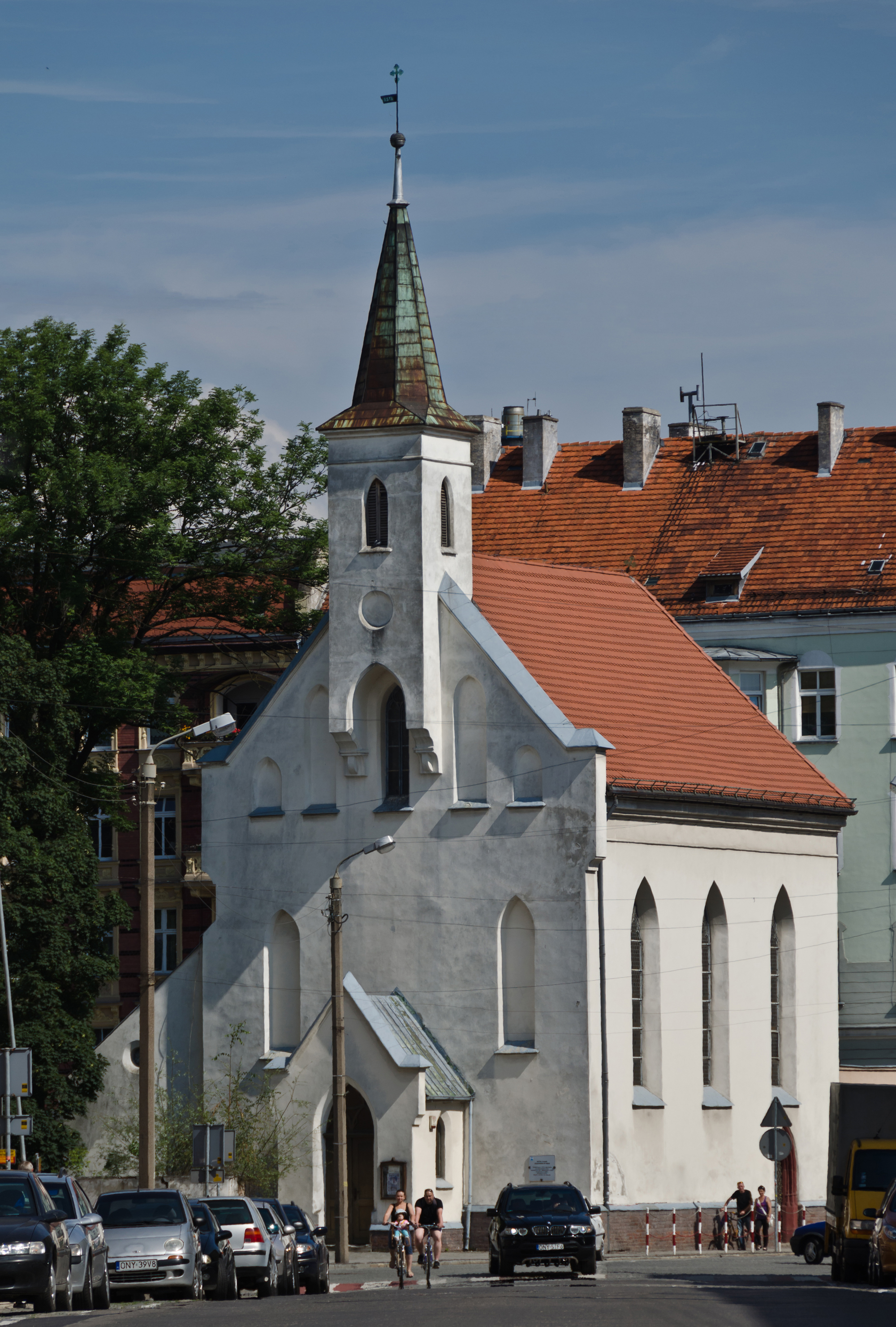
Kościół Zwiastowania Najświętszej Maryi Panny

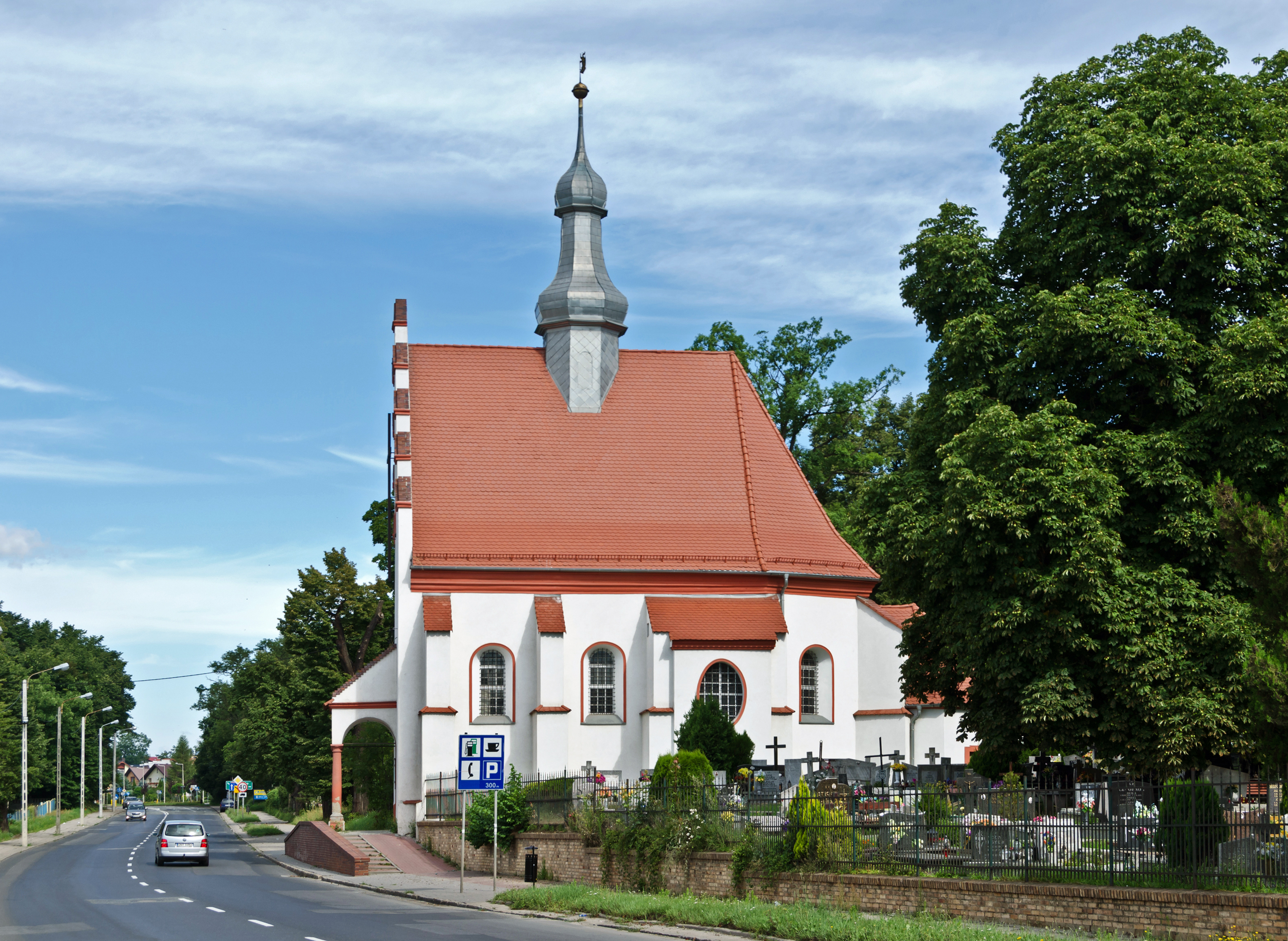
Cmentarny Kościół Świętego Krzyża – Jerozolimski

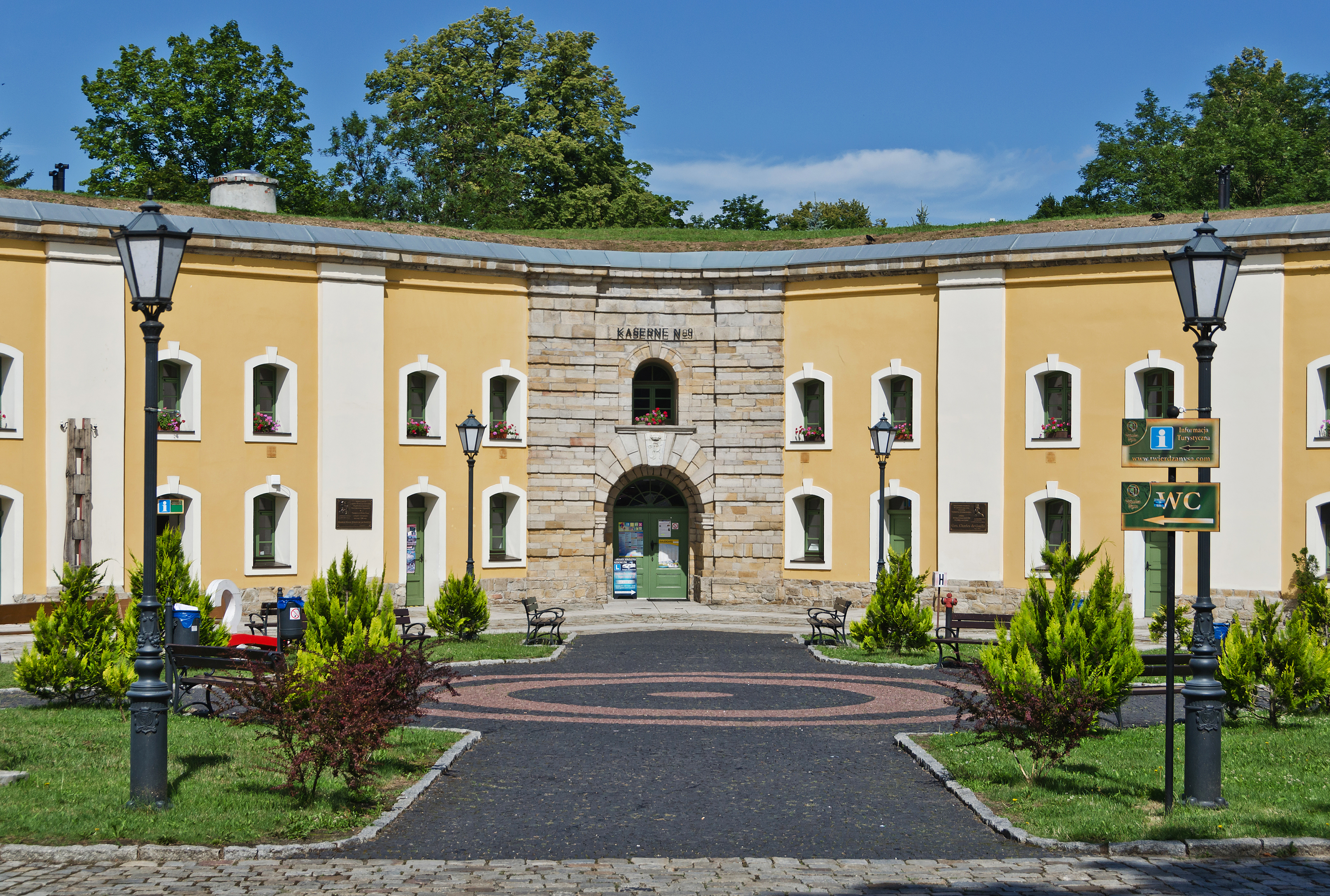
Bastion św. Jadwigi

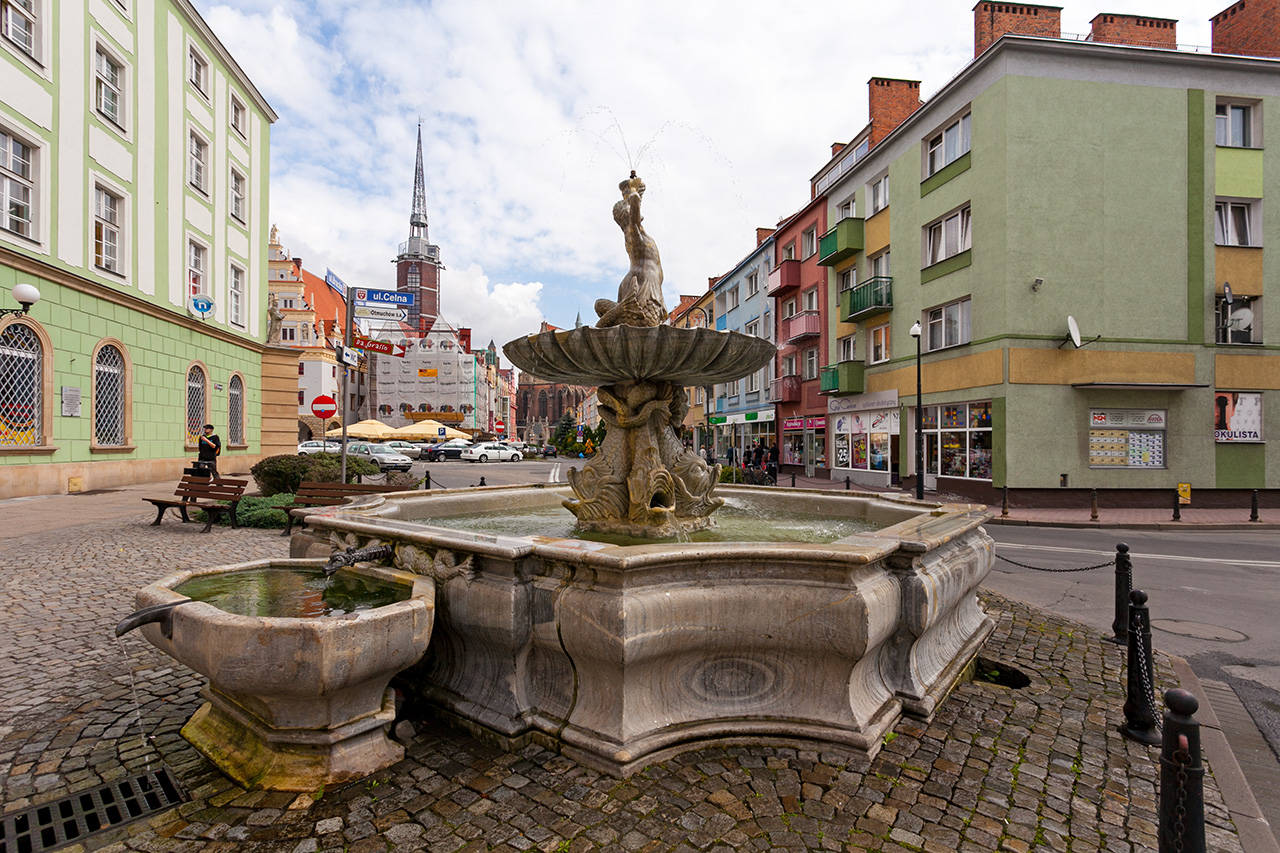
Fontanna Trytona z 1701 roku

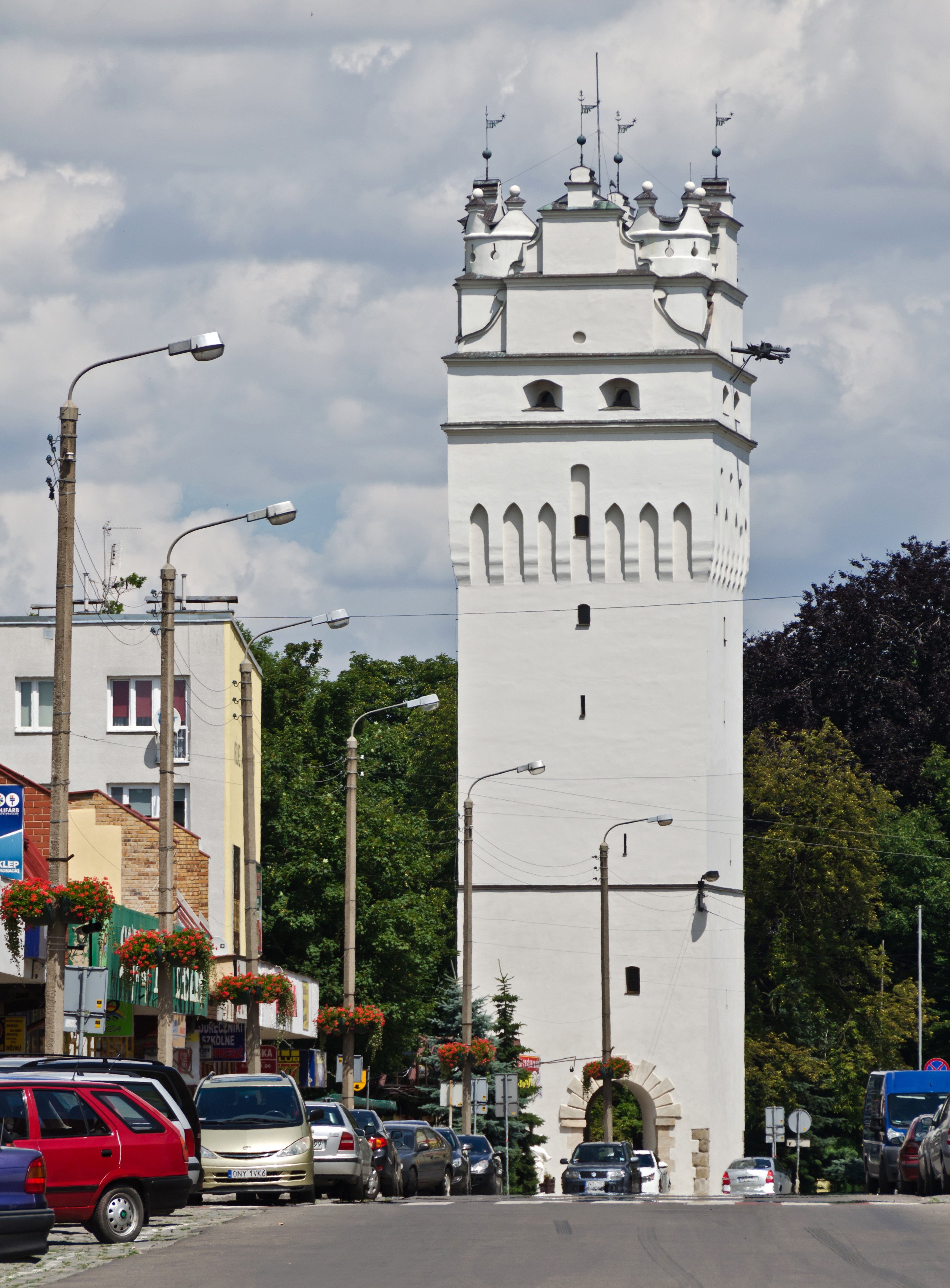
Wieża Wrocławska

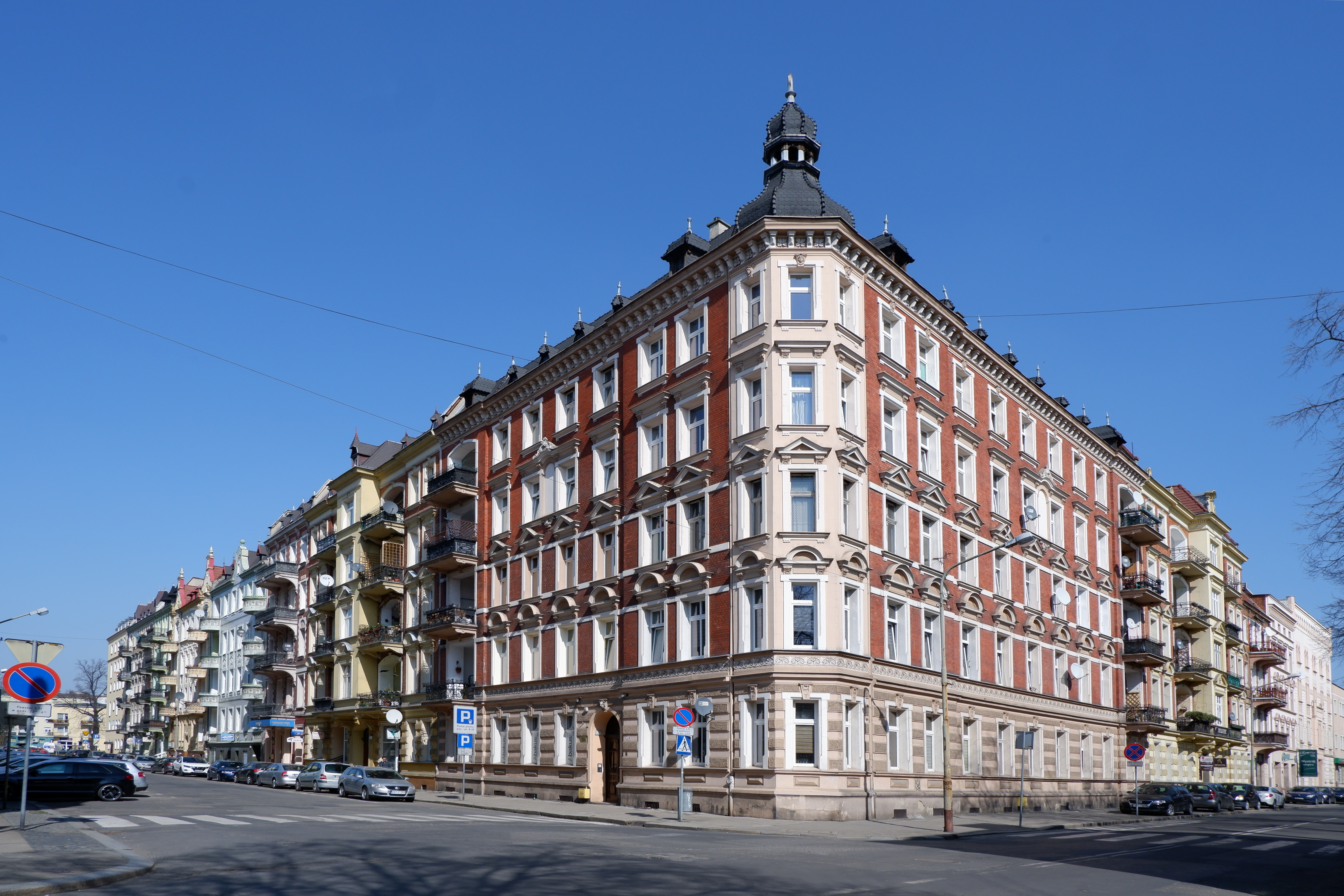
Kamienice z przełomu XIX i XX wieku przy ulicach Mariackiej i Zjednoczenia

Nysa, pomimo wielu zniszczeń wojennych (ponad 50% zabudowy miejskiej) oraz wyburzenia tuż po wojnie przez polskie władze miasta 103 zabytkowych kamienic i kościoła w centrum miasta, posiada wiele zabytkowych obiektów.
Do wojewódzkiego rejestru zabytków wpisane są:
- stare miasto
- kościół par. pw. św. Jakuba Starszego i św. Agnieszki, pl. Katedralny, pochodzi z XV–XIX w., po 1945 r., trójnawowy, dziewięcioprzęsłowy z kamienia i cegły. Wzdłuż głównego korpusu znajdują się 16 gotyckich i 2 barokowe kaplice. z XV w., ma jeden z najbardziej spadzistych dachów w Europie o powierzchni 4 tysięcy m kw.
- dzwonnica z 1474 r. – XV w., 1960 r., jej budowy nigdy nie zakończono, gdyż według planów miała być ponad trzykrotnie wyższa, jednak nie pozwolił na to grunt, na którym stoi. 3 kwietnia 2005 roku otwarto w dzwonnicy Skarbiec św. Jakuba, jest to kolekcja arcydzieł zdobnictwa złotniczego w Nysie
- zespół kościoła par. pw. św. Jana Chrzciciela, ul. Księdza Ściegiennego: kościół par. pw. św. Jana, późnobarokowy z 1770 r., 1900 r.; plebania z 1770 r., XIX w.; szkoła parafialna z 1827 r.
- kościół fil. pw. Zwiastowania NMP z poł. XIV w., 1885 r., pierwotnie gotycki, wielokrotnie przebudowywany, z częściowym zatarciem cech stylowych, Celna 2
- kościół cmentarny pw. Świętego Krzyża – Jerozolimski z 1633 r., wybudowany z zachowaniem tzw. miary jerozolimskiej, ul. Mieczysława I
- kościół cmentarny pw. św. Rocha, późnorenesansowy z 1637 r., upamiętniający ocalenie miasta od zagłady z powodu epidemii, ul. Wojska Polskiego
- kościół franciszkanów pw. św. Barbary, ob. kościół ewangelicki z 1428 r., XVIII w., 1810 r., zbudowany w stylu gotyckim, z elementami renesansowymi i barokowymi, ul. Rynek Garncarski
- zespół klasztorny bożogrobców, ul. Bracka: kościół pw. św. Piotra i Pawła z l. 1719–1727 z dobrze zachowanym wnętrzem w stylu barokowym i pięknymi polichromiami; klasztor z l.1708-1713, obecnie Diecezjalny Dom Formacyjny
- zespół klasztorny podominikański, ul. Głowackiego/Ujejskiego 12: kościół ob. par. pw. św. Dominika, barokowy z l. 1743–1788, wypisany z księgi rejestru; klasztor, ob. szkoła z XVIII w.
- zespół klasztorny franciszkanów, Al. Wojska Polskiego 31 z l. 1902-11: kościół pw. św. Elżbiety, neoromański; klasztor, kolegium, piekarnia, stolarnia, rzeźnia-masarnia, sala gimnastyczna, cieplarnia, ogrodzenie
- zespół klasztorny jezuitów, pl. Solny: kościół pw. Wniebowzięcia NMP, okazała świątynia w stylu barokowym z l. 1688–1692, 1820 r., wypisany z księgi rejestru; kolegium Carolinum – dawny zespół kolegium jezuickiego „Carolinum” z l. 1669–1686, znakomity przykład baroku; gimnazjum z l. 1722–1725, brama z 1725 r.
- zespół klasztorny pokapucyński, ul. Bramy Grodzkiej 5 (d. Grodzka), z XVII-XIX w.: kościół pw. św. Franciszka z Asyżu z 1660 r., zbudowany w bardzo oryginalnym stylu architektonicznym zwanym barokiem toskańskim; klasztor, ob. dom księży emerytów, z poł. XVII w., XVIII w./XIX w.
- kościół pw. MB Bolesnej, murowany neogotycki, wchodzący w skład zespołu szkolno-klasztornego werbistów, obecnie jest to kościół parafialny, ul. Rodziewiczówny 3, z 1907 r.
- dom zakonny elżbietanek, ul. Słowiańska 25/27, z k. XIX w.
- planty miejskie z poł. XIX w.
- park miejski, z poł. XIX w., po 1920 r., posiada wiele ciekawych zakątków, bogatą florę i faunę
- mury obronne, z XIV–XVI w., wypisane z księgi rejestru: baszta; Wieża Bramy Wrocławskiej z XIV w., XVI/XVII w., ul. Wrocławska, z bogato zdobionym portalem z 1603 roku, wypisana z księgi rejestru; Wieża Ziębicka z 1350 roku, XVI w., ul. Bolesława Krzywoustego, wieża jest udostępniona dla zwiedzających i stanowi punkt widokowy
- zespół – system nowożytnych pruskich fortyfikacji Twierdzy Nysa: Bastion św. Jadwigi z 1643 r., l. 1742–76, ul. Piastowska; Reduta Kapucyńska z l. 1741–1758, ul. Szlak Chrobrego 8; fort II „Regulicki” z l. 1865–1873; fort „Prusy” z 1743 r., 1771 r., XIX w.; fort Wodny (Blokhauz) z 1741 r., l. 1878–1880, ul. Powstańców Śląskich, w parku miejskim, jeden z największych w Europie systemów fortów i twierdz
- dom Wagi Miejskiej, z 1604 roku, XIX w., l. 1947–1948, z fragmentami oryginalnych, fasadowych malowideł, ul. Sukiennicza 2
- domy, ul. Armii Krajowej 19, 21, z 1905 r. – pocz. XX w.
- d. pałac Biskupów Wrocławskich, ul. Biskupa Jarosława, z lat 1608–1627, 1729 r., 1962 r., na dziedzińcu znajdują się dwa zegary słoneczne – obecnie Muzeum Powiatowe w Nysie ze zbiorami dot. historii miasta oraz sztuki europejskiej
- domy, ul. Bracka 2, 4, 6, 8, 10, 12, 14, 16, z XVI/XVII w., XVIII w., 1956 r.
- kanonia, ul. Kądziołki 9, z XVI w., XVIII w./XIX w.
- domy, ul. Celna 2, 4, 6, 16, 17, 18, 19, 20, z XVIII w., XIX w., 1956 r.
- dom, ul. Górna 10
- dom Komendanta, ul. Grodzka, z XVII w., po 1970 r., dawna komendantura, obecnie Państwowe Ognisko Plastyczne
- domy, ul. Grodzka 3, 5, z XVIII w., XIX w., 1965 r.
- dom sierot, ob. klasztor felicjanek, pl. Katedralny 8, z 1513 r., XVII w., XIX w.
- dom, ul. Kilińskiego 1a
- domy, ul. Kramarska 12 (d. 22), 14 (d. 24), z XVI w., XVIII w., po 1963 r.
- zespół d. dworu biskupiego, ul. Lompy, z XVII-XIX w., po 1950 r.: dwór biskupi – budynek główny z „Salą Przyjęć” z 1615 r., k. XVII w., XIX w.; budynek gospodarczy z XIX w.; dom mieszkalny, ob. administracyjny z XIX w.; ruina młyna z XIV w./XV w., XIX w., pozostałość dawnej rezydencji biskupów wrocławskich
- dom, ul. Marcinkowskiego 1, z poł. XIX w.
- domy, Rynek, zabytkowe kamieniczki: 22, 23, 24, 25, 26; 56, 57, 58, 59, 60, z XVI/XVII w., XVIII w., XIX w., XX w.
- kolegium św. Anny, pl. Solny, z 1614 r., XIX w., po 1945 r.
- willa, ul. Szlak Chrobrego 33, z XIX w./XX w.
- dom, ul. Wałowa 3/5 z poł. XIX w., 1958 r.
- dom, ul. Wojska Polskiego 62, z pocz. XX w.
- słodownia z suszarniami, ul. Słowiańska 18, z 1898 r.

inne zabytki:
- kościół pw. NMP Wspomożenia Wiernych, neogotycki kościół pielgrzymkowy z obrazem uważanym za cudotwórczy i słynący łaskami
- piękna Studnia – z 1686 roku, z ręcznie kutą kratą
- fontanna Trytona, barokowa, wzorowana na rzymskiej Fontana del Tritone
- synagoga
- cmentarz żydowski
- zespół kamieniczek mieszczańskich, odbudowanych ze zniszczeń wojennych, które prezentują dawną zabudowę Nysy.

## Gospodarka

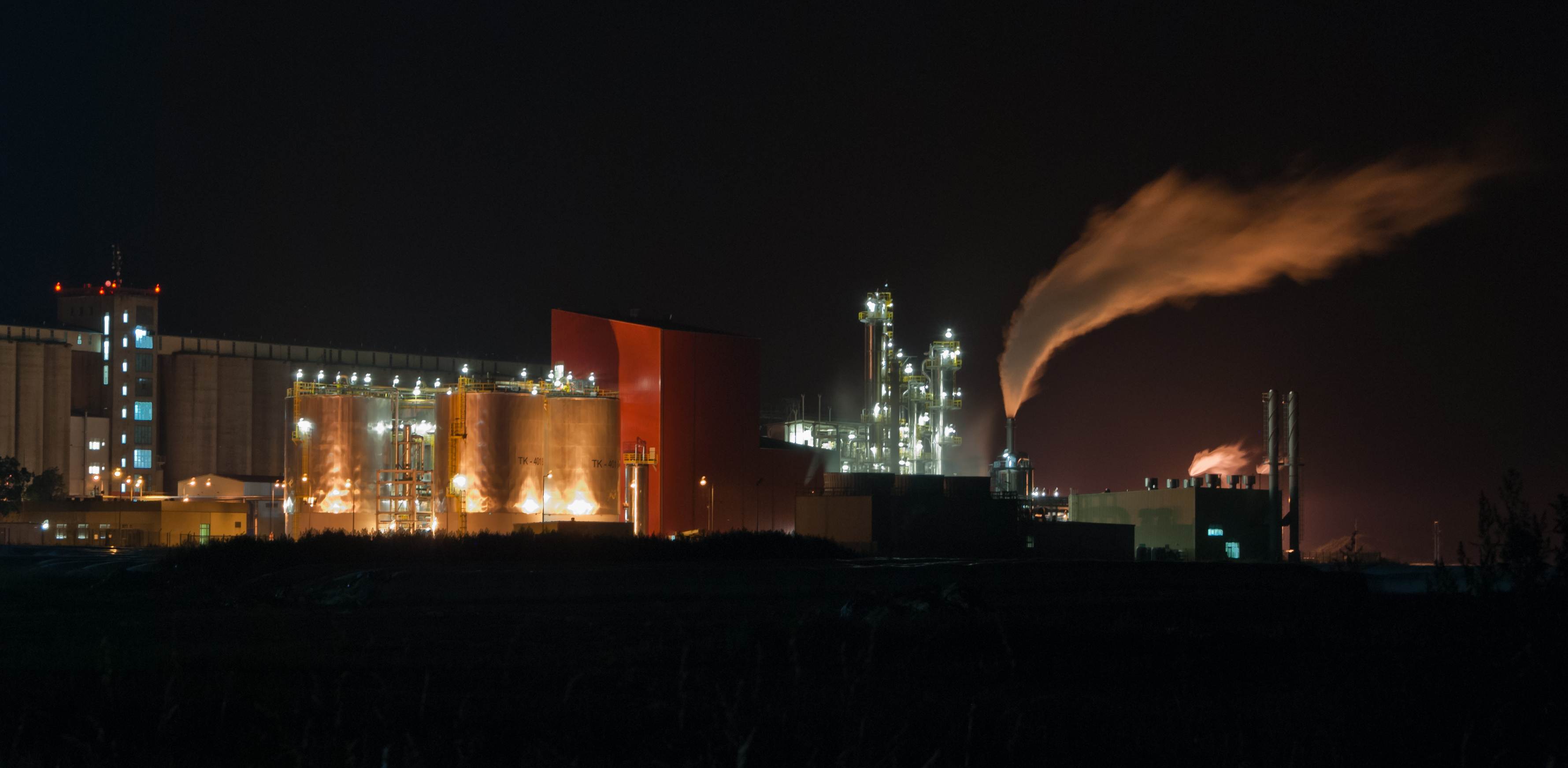
Zakład „Bioagra”

W wyniku działań gminy w 2010 uchwalono „Studium uwarunkowań i kierunków zagospodarowania przestrzennego Gminy Nysa” pokrywające obszar całej gminy, co daje możliwości bardziej przemyślanego rozwoju gospodarczego, turystycznego oraz mieszkaniowego miasta.
W 2019 wskaźnik bezrobocia w Nysie wynosił 6,4%. Przeciętne miesięczne wynagrodzenie brutto w Nysie wynosiło 3 845,95 zł.
24,7% aktywnych zawodowo mieszkańców Nysy pracuje w sektorze rolniczym (rolnictwo, leśnictwo, rybołówstwo i przemysł wydobywczy), 26,6% w sektorze przemysłowym (przemysł przetwórczy i budownictwo), a 16,6% w sektorze usługowym (handel, naprawa pojazdów, transport, zakwaterowanie i gastronomia, informacja i komunikacja) oraz 1,9% pracuje w sektorze finansowym (działalność finansowa i ubezpieczeniowa, obsługa rynku nieruchomości).

### Przedsiębiorstwa
Nysa była ważnym ośrodkiem przemysłowym i gospodarczym w województwie opolskim. W mieście były przemysł metalowy, maszynowy, spożywczy i budowlany.
Do 2003 roku w mieście funkcjonował FSO Zakład Samochodów Dostawczych. Produkował on samochody dostawcze m.in. Nysa, FSO Polonez Truck, a także montował Citroëny C15 i Berlingo. Fabryka została kupiona przez miasto Nysa, większość zabudowań fabryki wyburzono. Miasto sprzedaje tereny inwestycyjne.
Do większych zakładów, które istniały w Nysie, można zaliczyć: Zakład Urządzeń Przemysłowych SA (2004), zajmujący się produkcją urządzeń dla przemysłu chemicznego, energetycznego, cukrowniczego i ochrony środowiska, oraz Garbarską Spółdzielnię Pracy „Asko” (2008), która była jednym z najnowocześniejszych zakładów garbarskich w Polsce.
W Nysie, przy ul. Dubois i Karpackiej, mieści się także Podstrefa Wałbrzyskiej Specjalnej Strefy Ekonomicznej o powierzchni 12 ha. Decyzję o inwestycji w Strefie podjęły trzy firmy: Advantech Polska (Włochy), All Windows (dawniej Alsecco) (Polska) oraz Vasco Doors (Polska). Na terenie miasta dominują sektory: rolno-spożywczy (Spółdzielnia Pracy Cukry Nyskie, Grupa Otmuchów – dawniej ZPC Otmuchów, Intersnack Poland – tzw. Chio oraz Bioagra Goświnowice) i metalowy (Mega Nysa, Famet, Cafrex, Franz Waggonbau). Na powierzchni 156 ha (docelowo 255 ha) pomiędzy miejscowościami Radzikowice – Goświnowice utworzono Regionalny Park Przemysłowy WSSE „Invest Park”.

### Handel

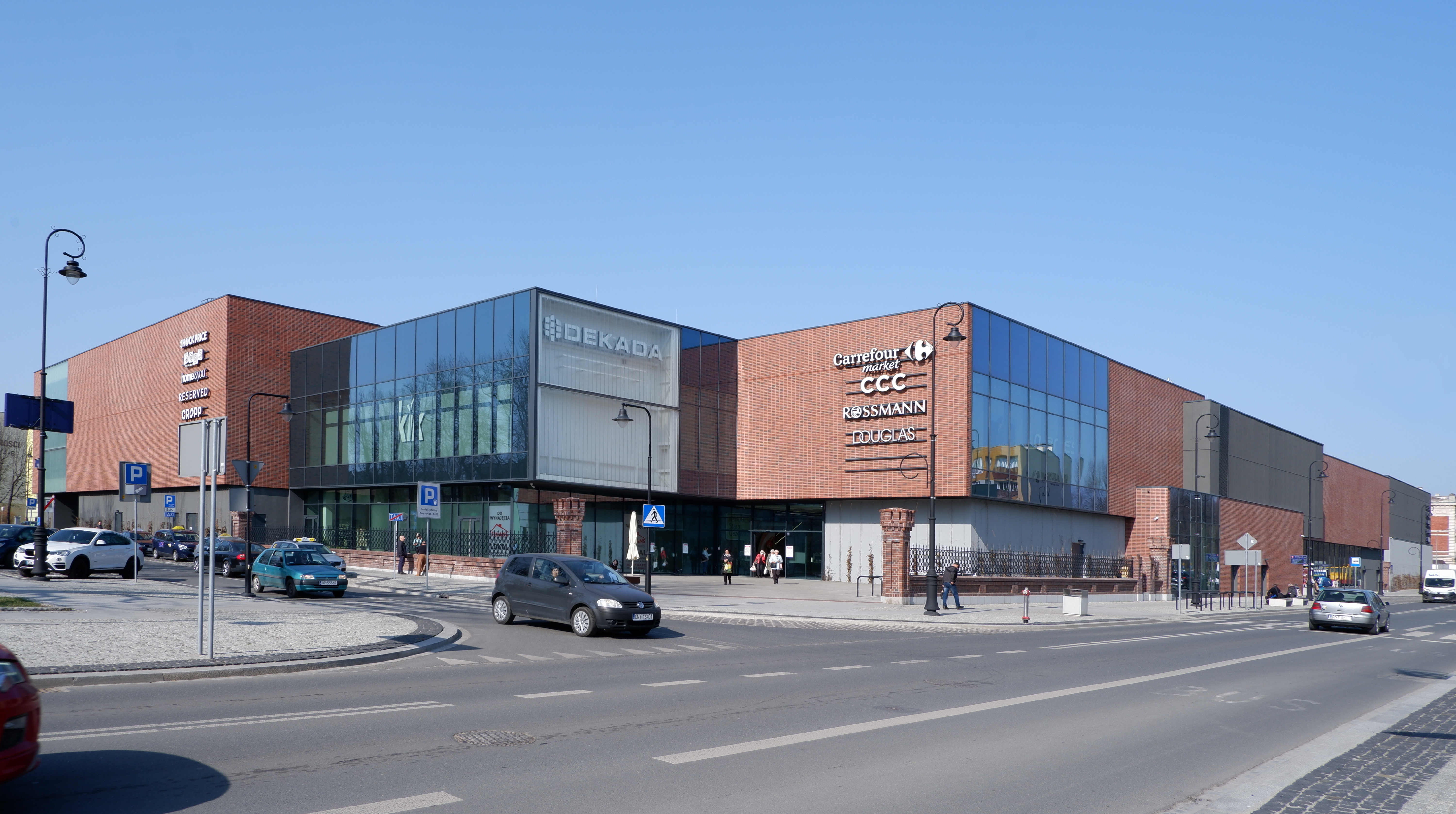
Galeria Dekada

W Nysie obecnie istnieje kilka centrów i galerii handlowych. Istniejące:
- Vendo Park Nysa
- Galeria Dekada Nysa
- Galeria Nyska

## Transport

### Transport drogowy
Obwodnicą Nysy przebiegają drogi krajowe:
- 46 Kłodzko – Nysa – Opole – Lubliniec – Częstochowa – Szczekociny; zapewniając łączność na zachód i północ oraz łączność z autostradą A4
- 41 Nysa – Prudnik – granica z Czechami w Trzebinie; zapewniając łączność na wschód

Sieć uzupełniają drogi wojewódzkie:
- 411 Głuchołazy – Nysa
- 407 Korfantów – Nysa
- 489 Głębinów (rondo obwodnicy) – Nysa – Niwnica (rondo obwodnicy)

Przeprawę przez rzekę Nysę Kłodzką umożliwiają dwa mosty drogowe w pobliżu centrum i jeden na obwodnicy. Przez most na tamie Jeziora Nyskiego dopuszczono ruch wahadłowy samochodów do 3,5 t.

### Transport kolejowy

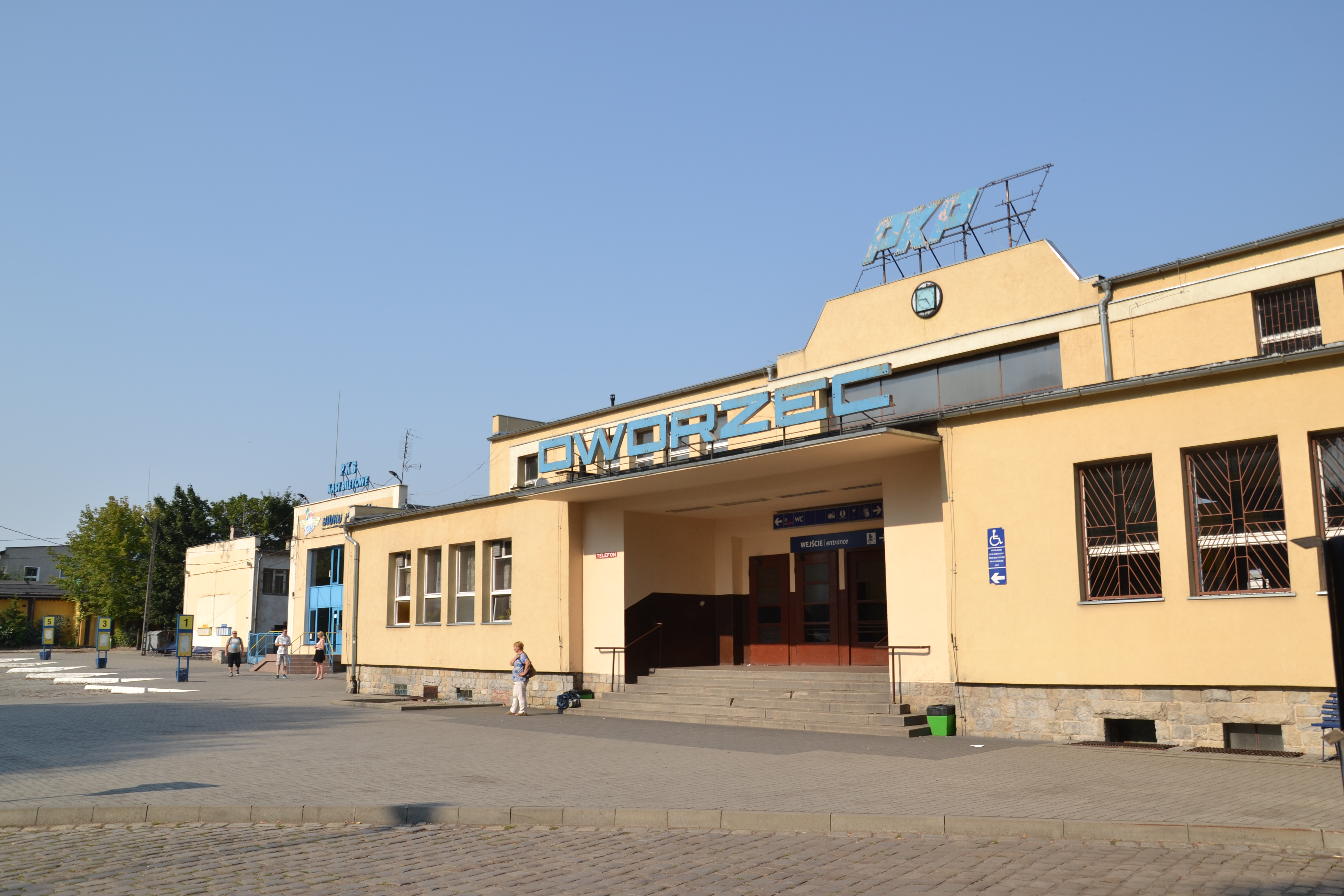
Stacja kolejowa w Nysie

Dawniej Nysa była ważnym węzłem kolejowym Śląska, obecnie znajdują się tu jedna stacja kolejowa oraz przystanek kolejowy Nysa Wschodnia na trasie do Opola.
| Nysa                                                   |  |                                       |
| Linia nr 137 Katowice – Legnica (139,075 km)           |  |                                       |
| Przełękodległość: 7,075 km                             |  | Radzikowice odległość: 5,771 km       |
| Linia nr 287 Opole Zachodnie – Nysa (48,752 km)        |  |                                       |
| Wyszków Śląskiodległość: 4,355 km                      |  |                                       |
| Linia nr 288 Nysa – Brzeg (0,000 km)                   |  |                                       |
|                                                        |  | Myśliczyn odległość: 6,466 km         |
| Linia nr 328 Nysa – Kałków Łąka (0,000 km)             |  |                                       |
| Podkamieńodległość: 4,797 km                           |  |                                       |
| Linia nr 256 (D29-1971) Nysa – Ścinawa Mała (0,000 km) |  |                                       |
|                                                        |  | Nysa Dworzec Mały odległość: 1,000 km |

### Komunikacja miejska

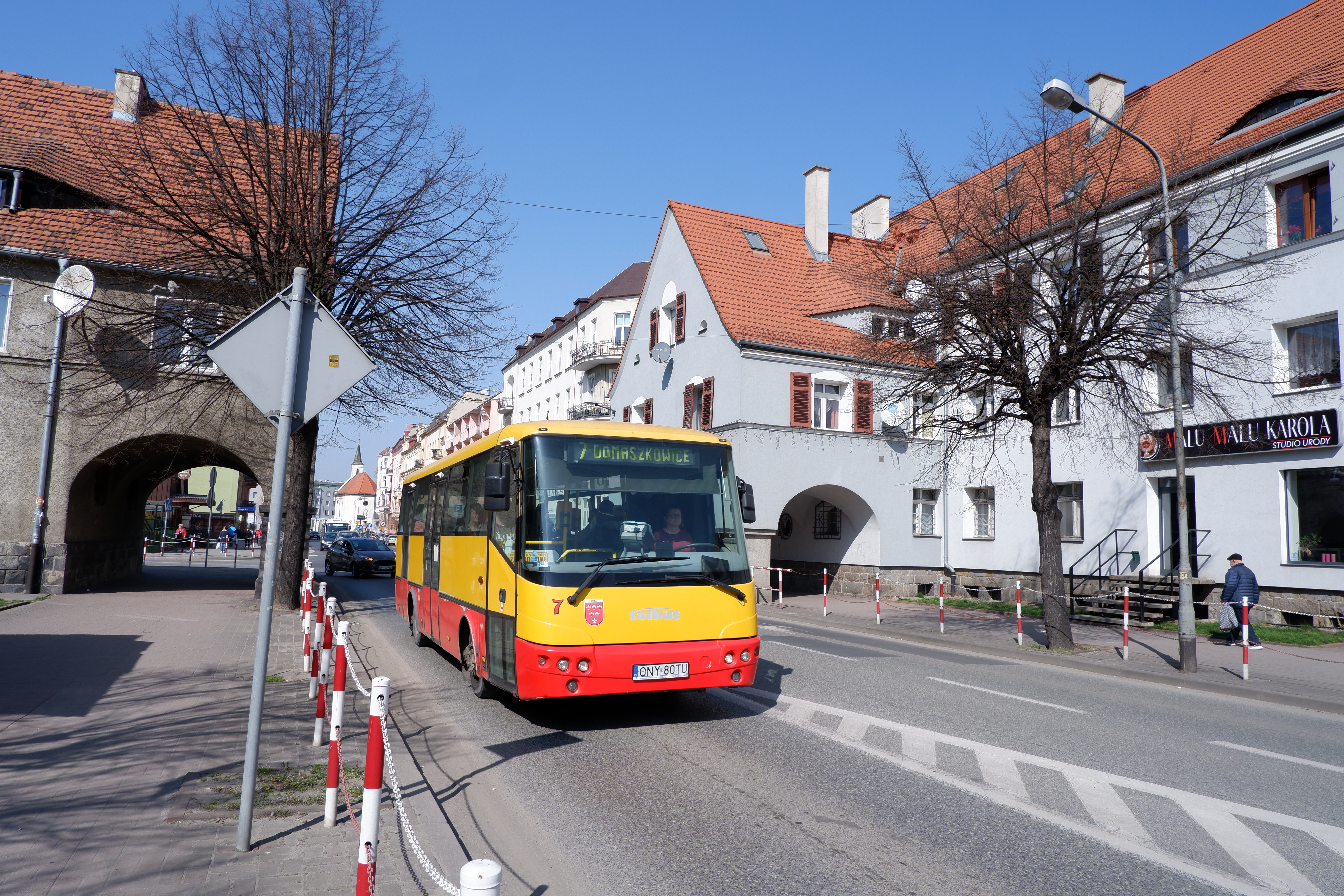
Autobus MZK na ulicy Prudnickiej

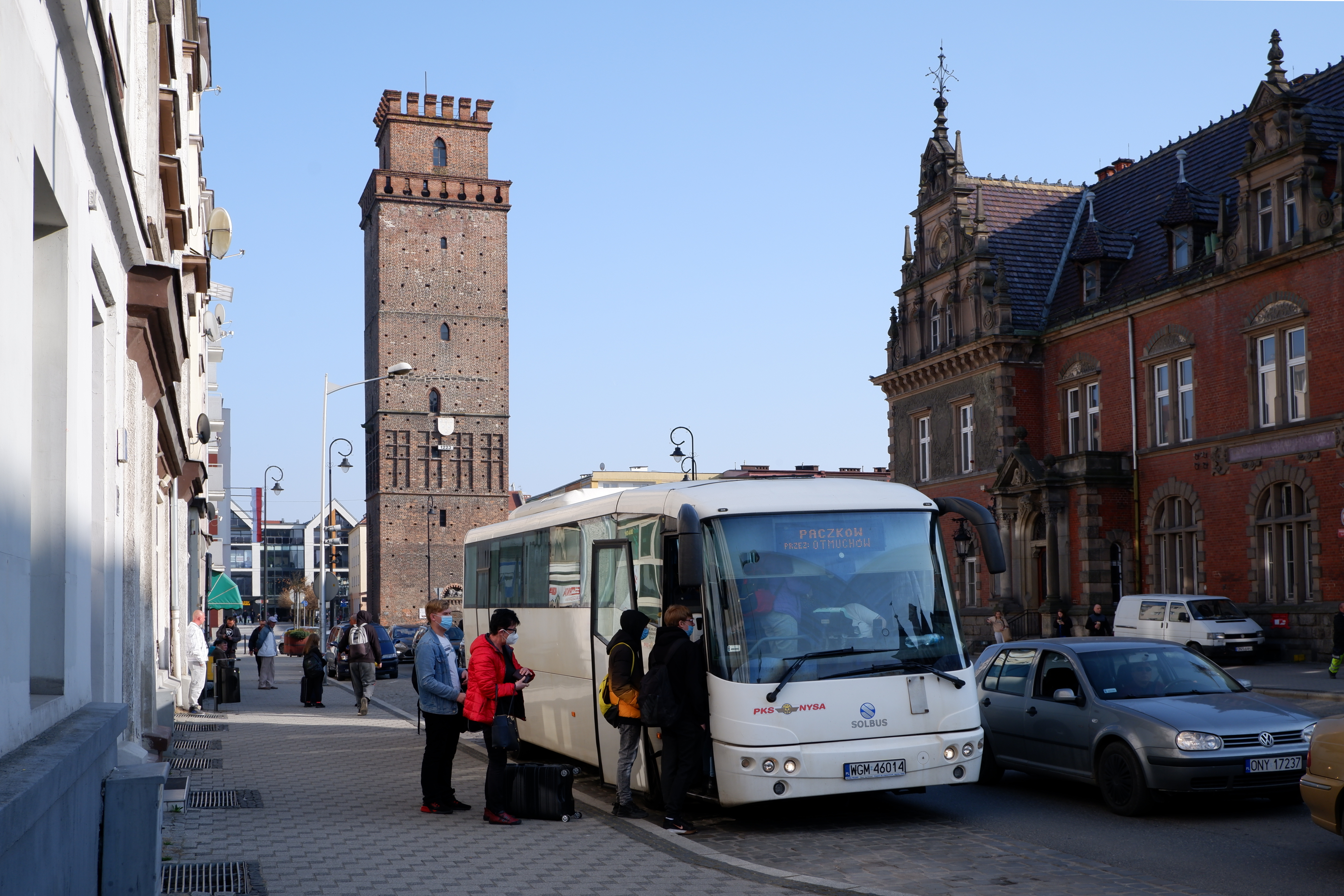
Autobus PKS na ulicy Krzywoustego

W Nysie komunikacja miejska funkcjonuje w postaci autobusów.

### Lądowisko
W 2011 otwarto pierwsze w kraju lądowisko sanitarne helikopterów na dachu Szpitala Powiatowego im. Błogosławionej Siostry Elżbietanki Marii Merkert przy ulicy Bohaterów Warszawy 34.

## Kultura
Przed II wojną światową w Nysie funkcjonował miejski teatr dramatyczno-operowy działający od 1852 roku. Budynek teatru został zniszczony w czasie II wojny światowej. Został odbudowany i jest użytkowany przez Nyski Dom Kultury.
W mieście na fortyfikacjach jest organizowany od 2016 3-dniowy Festiwal Fantastyki Nyskon.
W Nysie funkcjonują instytucje kultury:
- Nyski Dom Kultury
- Ognisko Artystyczne
- Państwowa Szkoła Muzyczna I i II st. im. Witolda Lutosławskiego
- Muzeum w Nysie
- Miejska i Gminna Biblioteka Publiczna
- Kino 3D „Cinema N 3D”

### Stałe imprezy kulturalne
- Dni Nysy – impreza plenerowa organizowana corocznie w maju[51][52]
- Festiwal Kolęd i Pastorałek[53]
- Festiwal Ognia i Wody
- Dni Twierdzy Nysa – impreza plenerowa organizowana od 2001 w ostatni weekend lipca[54].

### Odniesienia w kulturze masowej
- Andrzej Sapkowski – Narrenturm, 2002; Boży bojownicy, 2004; Lux perpetua, 2006
- Kuchenne rewolucje: odc. 112 „Bistro pod aniołami”, 2014

### Zespoły muzyczne
- AcidLand (sludge, stoner, doom metal)[55]
- Death Rate (death metal)[56]
- God in Ruins (death, black, thrash metal)[57]
- Visceral Infection (brutal death metal, grindcore)[58]

## Media lokalne

### Prasa
- „Respublika"
- „Nowiny Nyskie”
- „Nowa Trybuna Opolska” – oddział w Nysie
- „Gazeta Pogranicza”

### Telewizja
- TVP Opole – oddział w Nysie
- Regionalna Telewizja Opolskie
- TV Prudnik (TV Pogranicza)

### Radio
- Radio Nysa FM
- Radio Opole – oddział w Nysie
- Radio ONY

### Portale
- Portal Nysa
- I love Nysa
- Nasza Nysa
- Hot Nysa[59]
- Portal informacyjny NysaInfo.pl

## Religia

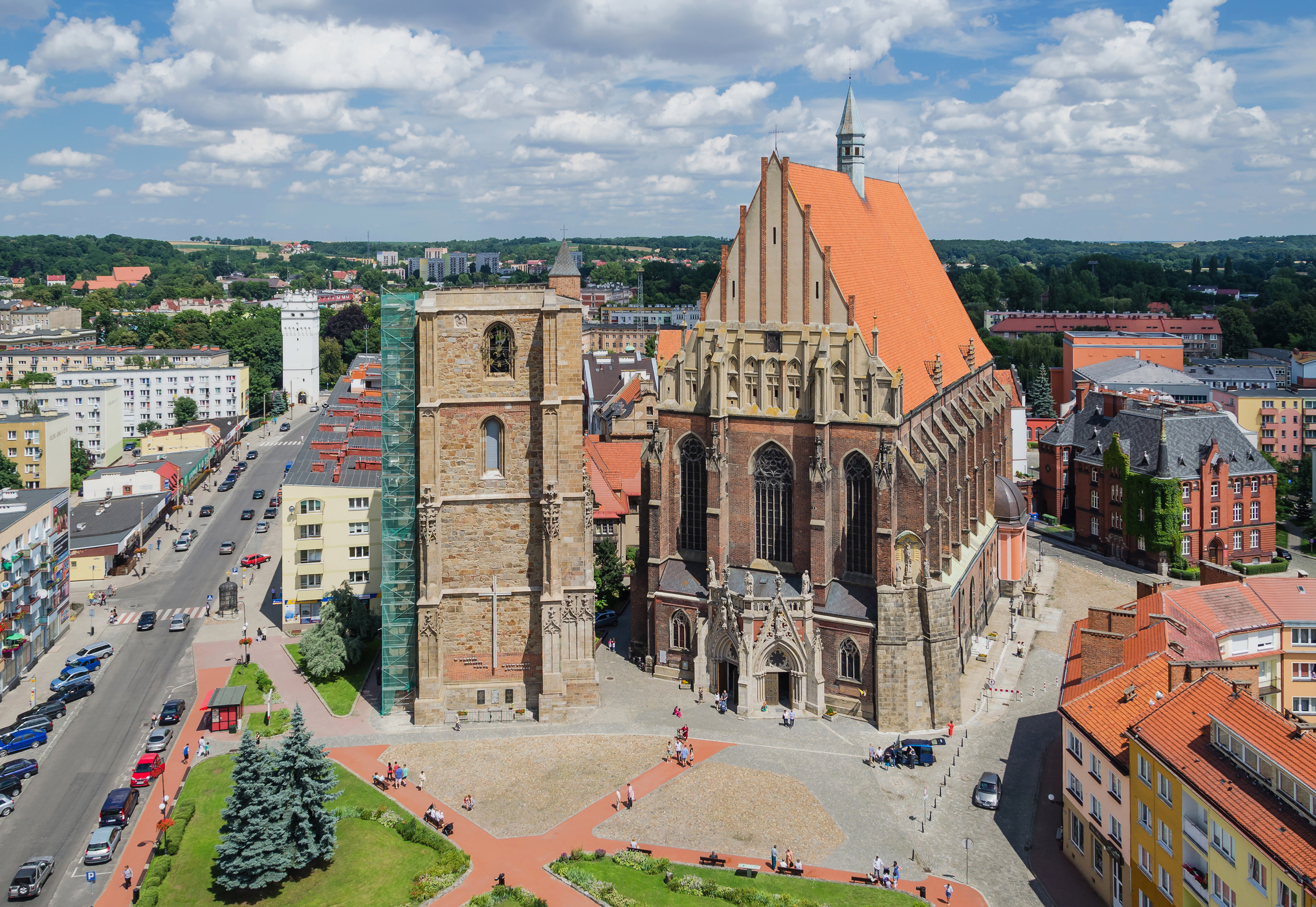
Bazylika św. Jakuba i św. Agnieszki

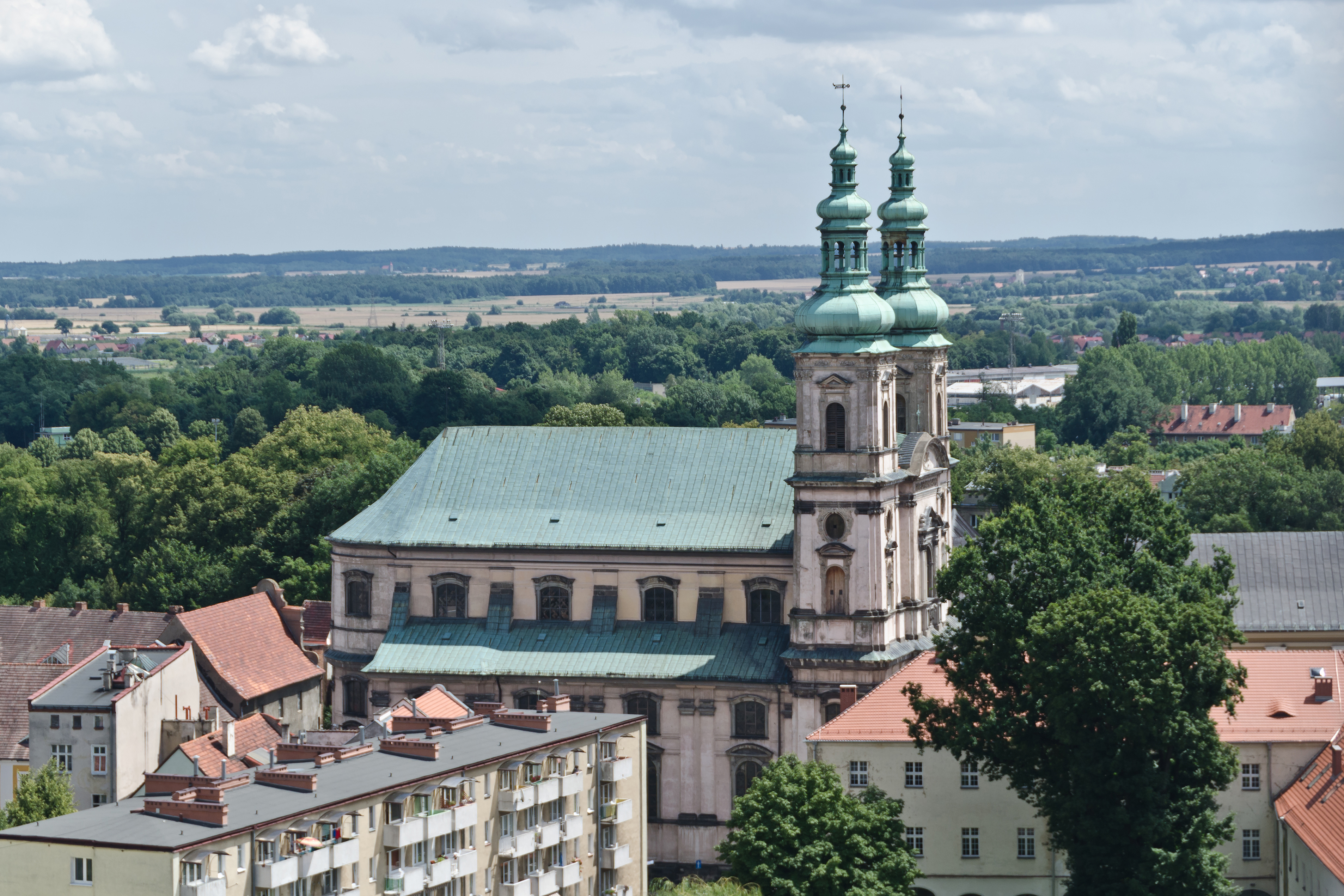
Kościół Wniebowzięcia Najświętszej Marii Panny

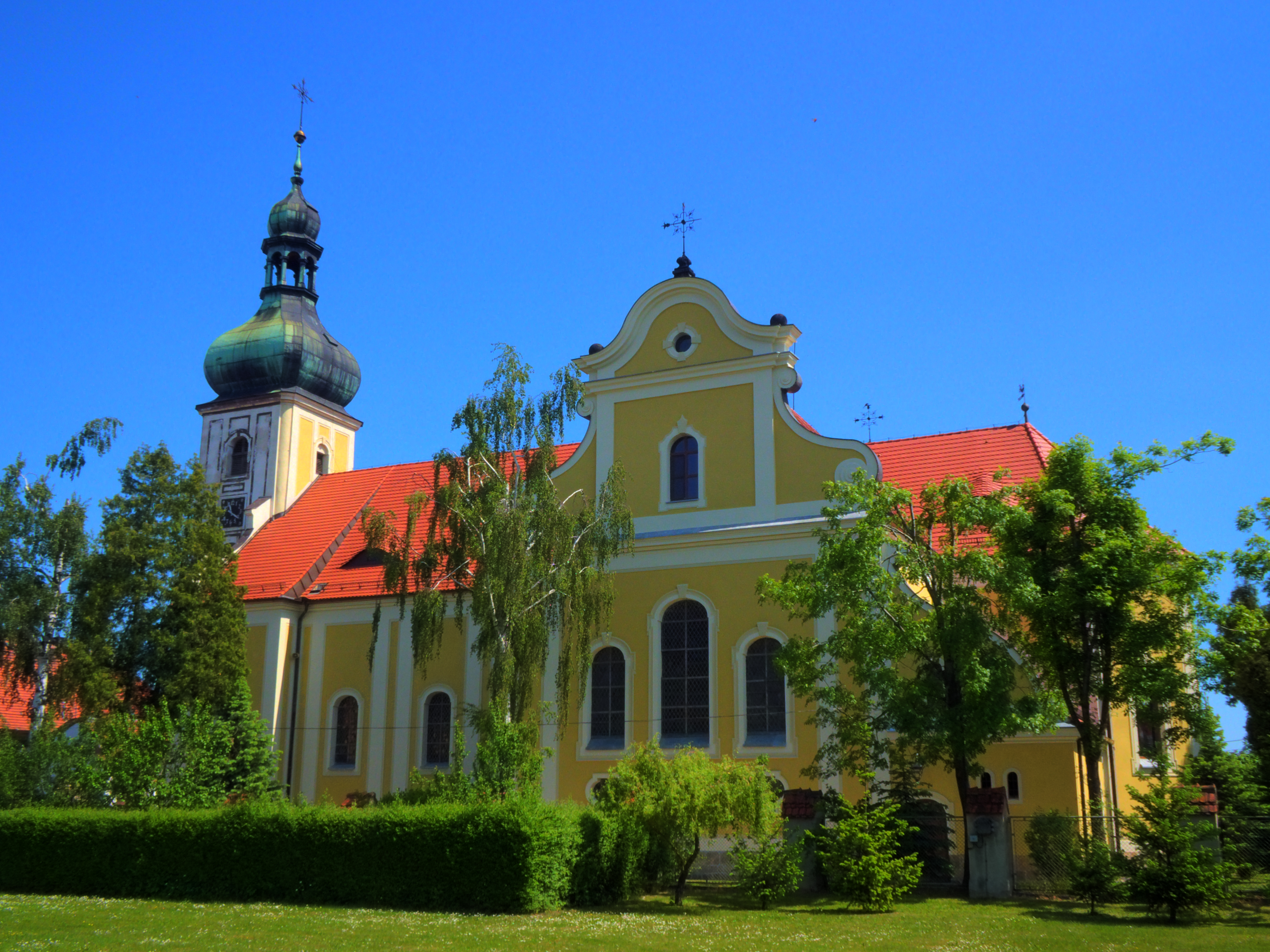
Kościół św. Jana Chrzciciela i św. Mikołaja

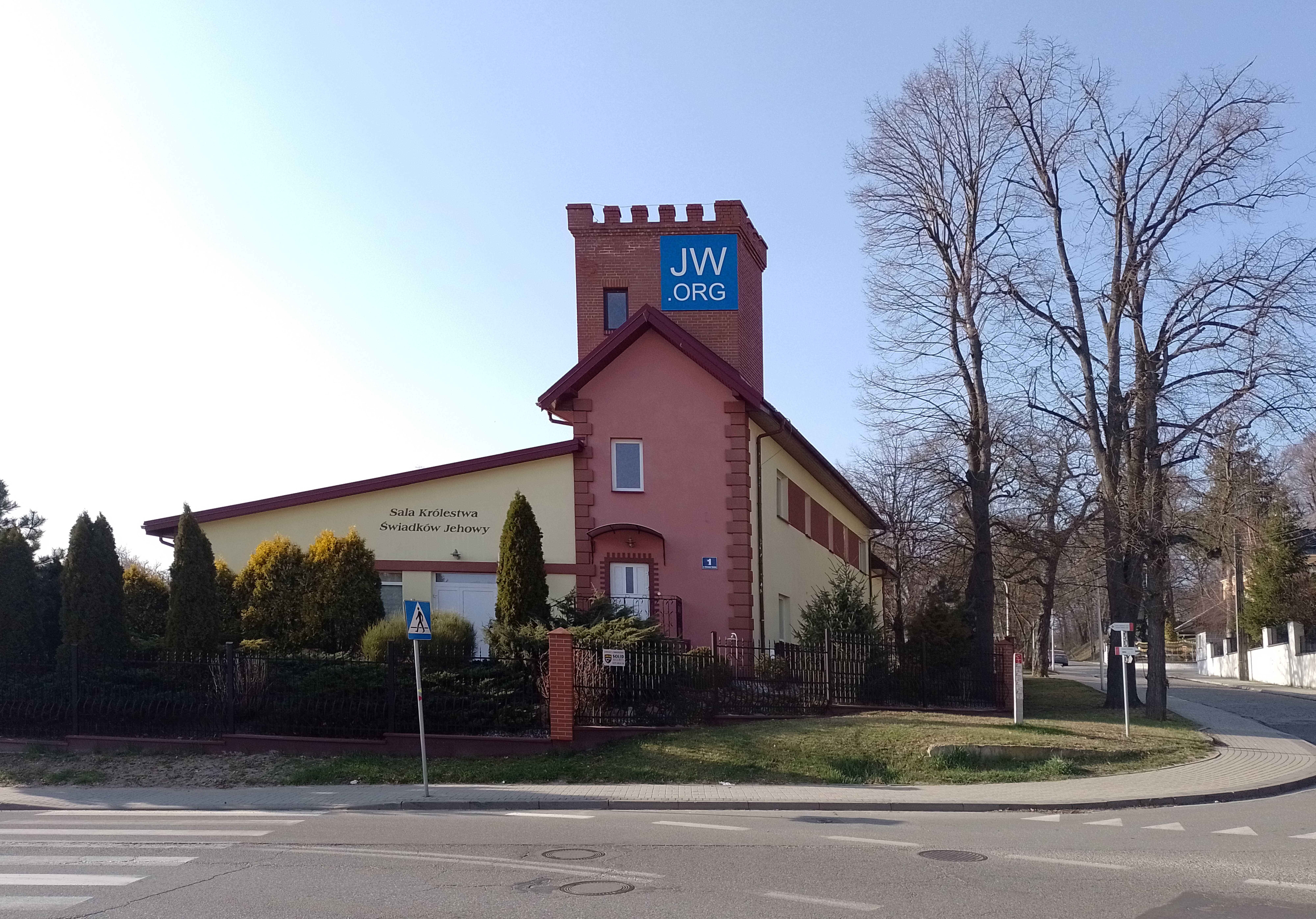
Sala Królestwa Świadków Jehowy

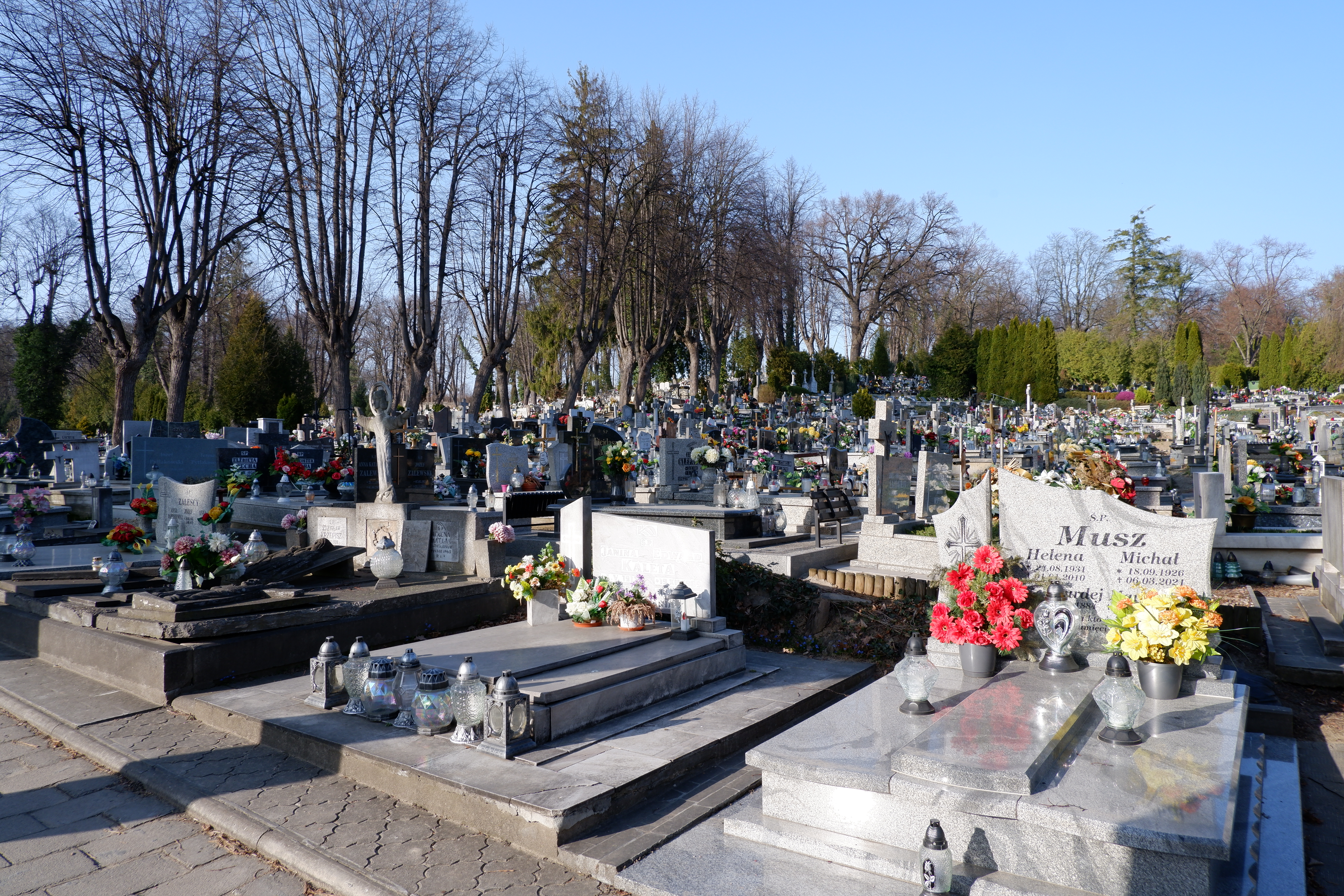
Cmentarz komunalny

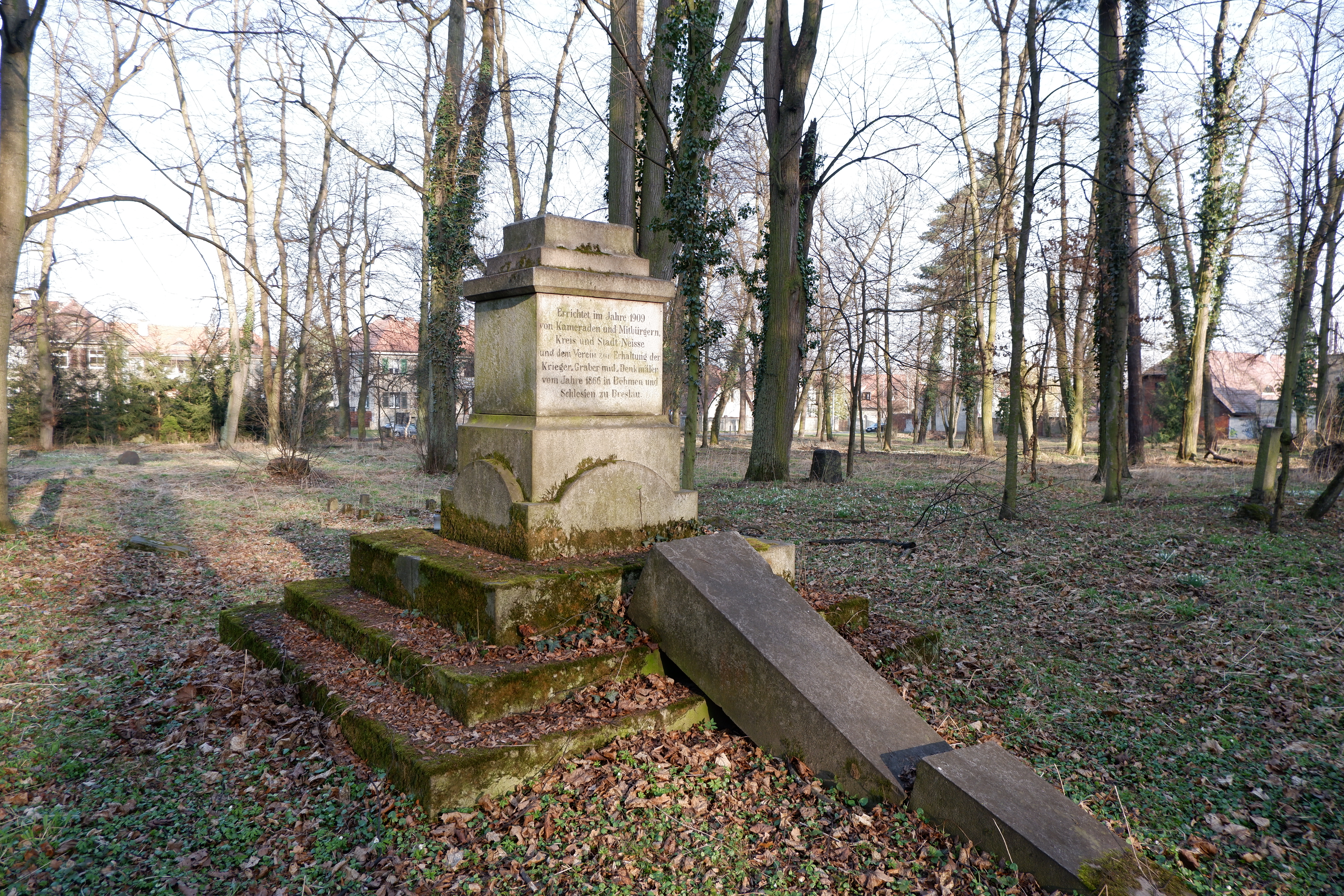
Relikty cmentarza garnizonowego

### Wspólnoty wyznaniowe

#### Kościół rzymskokatolicki
Dekanat Nysa
- parafia św. Jakuba Starszego Apostoła i św. Agnieszki Panny Męczennicy (Plac Katedralny 7)
  - bazylika św. Jakuba i św. Agnieszki (Plac Katedralny 7)
- parafia św. Dominika (ul. Głowackiego 12)
  - kościół św. Dominika (ul. Głowackiego 12)
  - kościół Świętego Krzyża (ul. Mieczysława I 4)
- parafia św. Franciszka z Asyżu (ul. Bramy Grodkowskiej 5)
  - kościół św. Franciszka z Asyżu (ul. Bramy Grodkowskiej 5)
- parafia św. Elżbiety Węgierskiej (al. Wojska Polskiego 31)
  - kościół św. Elżbiety Węgierskiej (al. Wojska Polskiego 31)
  - kościół św. Rocha i św. Sebastiana (al. Wojska Polskiego)
- parafia św. Jana Chrzciciela i św. Mikołaja (ul. ks. P. Ściegiennego 5)
  - kościół św. Jana Chrzciciela i św. Mikołaja (ul. ks. P. Ściegiennego 5)
- parafia Matki Boskiej Bolesnej (ul. Rodziewiczówny 3)
  - kościół Matki Boskiej Bolesnej (ul. Rodziewiczówny 3)
- parafia św. ap. Piotra i Pawła (ul. Bracka 18)
  - kościół św. ap. Piotra i Pawła (ul. Bracka 18)

##### Kościół greckokatolicki
- parafia greckokatolicka w Nysie[60]

##### Kościół Adwentystów Dnia Siódmego w RP
- zbór w Nysie (ul. Mariacka 18)[61]

##### Kościół Zielonoświątkowy w RP
- zbór w Nysie (ul. Daniela Chodowieckiego 2)[62]

##### Kościół Ewangelicko-Augsburski w RP
- kościół Jezusa Chrystusa (ul. Daniela Chodowieckiego 2, filiał parafii w Brzegu)[63]

#### Świadkowie Jehowy
- zbór Nysa-Miasto (w tym grupa języka migowego)[64]
- zbór Nysa-Północ[64]
- zbór Nysa-Wschód (Sala królestwa ul. Obrońców Tobruku 1)[64][65]

#### Stolica Boża i Barankowa
- Zbór (al. Wojska Polskiego 43a)[66]

#### Buddyjski Związek Diamentowej Drogi Linii Karma Kagyu
- Ośrodek (ul. Mickiewicza 12/1)[67]

### Cmentarze
- Cmentarz komunalny (tzw. Cmentarz Jerozolimski) przy ul. Mieczysława I
- Cmentarz przy ulicy Złotogłowickiej
- Cmentarz zakonny przy alei Wojska Polskiego
- Cmentarz zakonny Zgromadzenia Ojców Werbistów
- Cmentarz parafii Św. Jana Chrzciciela i Św. Mikołaja
- Cmentarz żydowski (ul. Kaczkowskiego)
- Cmentarz garnizonowy przy ulicy Krasickiego (w ruinie)

### Nieistniejące obiekty sakralne
- synagoga (nieczynna)
- stara synagoga (zburzona przed 1892)
- kościół św. Katarzyny (garnizonowy, zburzony w 1956)

## Edukacja i nauka
Na terenie Gminy Nysa funkcjonują: 15 szkół podstawowych (dwanaście publicznych i trzy niepubliczne), 5 liceów ogólnokształcących (cztery publiczne, jedno niepubliczne prowadzone przez diecezję), 4 szkoły zawodowe oraz szkoły policealne. W mieście działają również uczelnia publiczna Państwowa Wyższa Szkoła Zawodowa w Nysie, Wyższa Szkoła Teologiczno-Humanistyczna w Podkowie Leśnej, oraz Górnośląska Wyższa Szkoła Handlowa w Katowicach.
Przedszkola

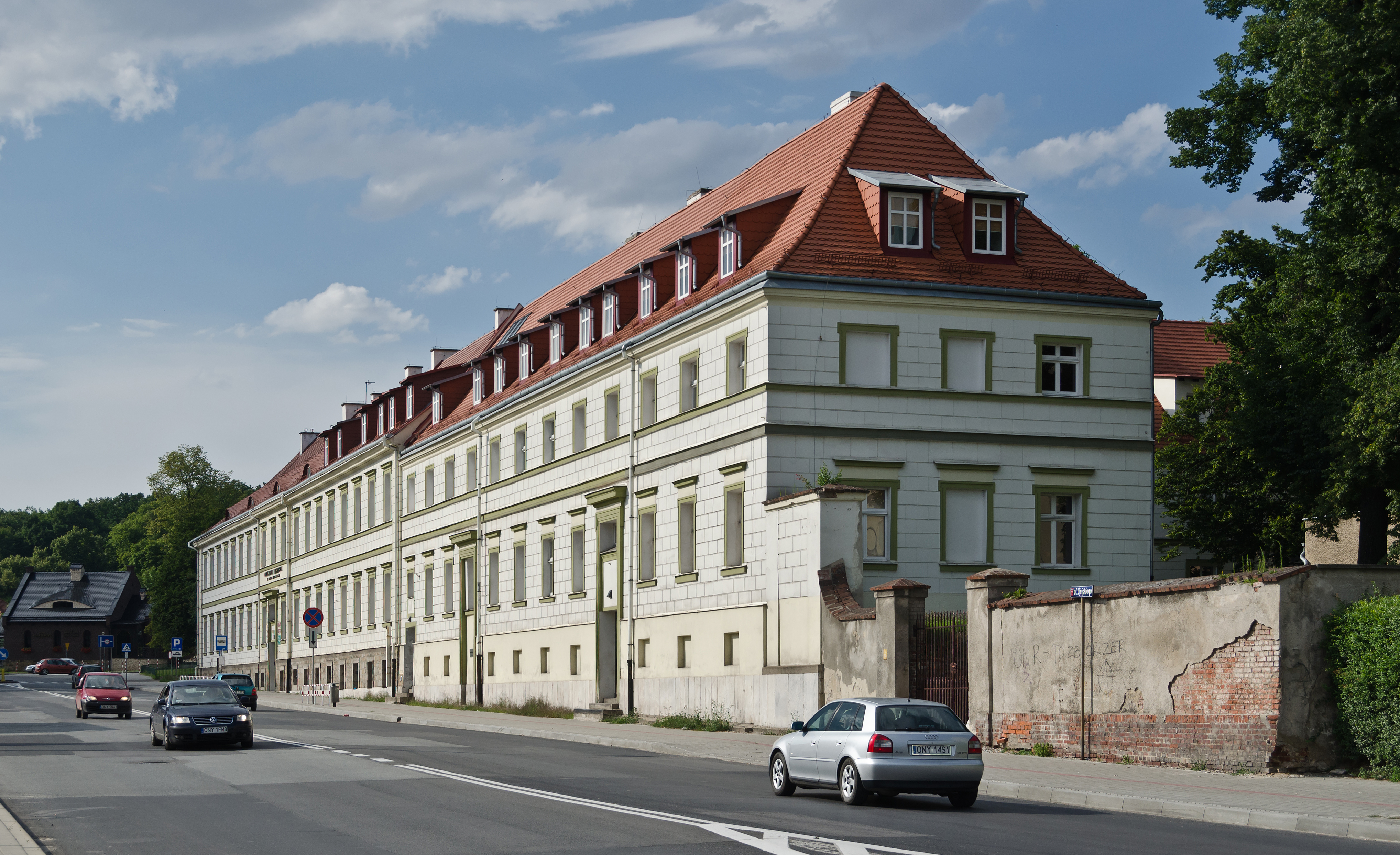
Państwowa Wyższa Szkoła Zawodowa

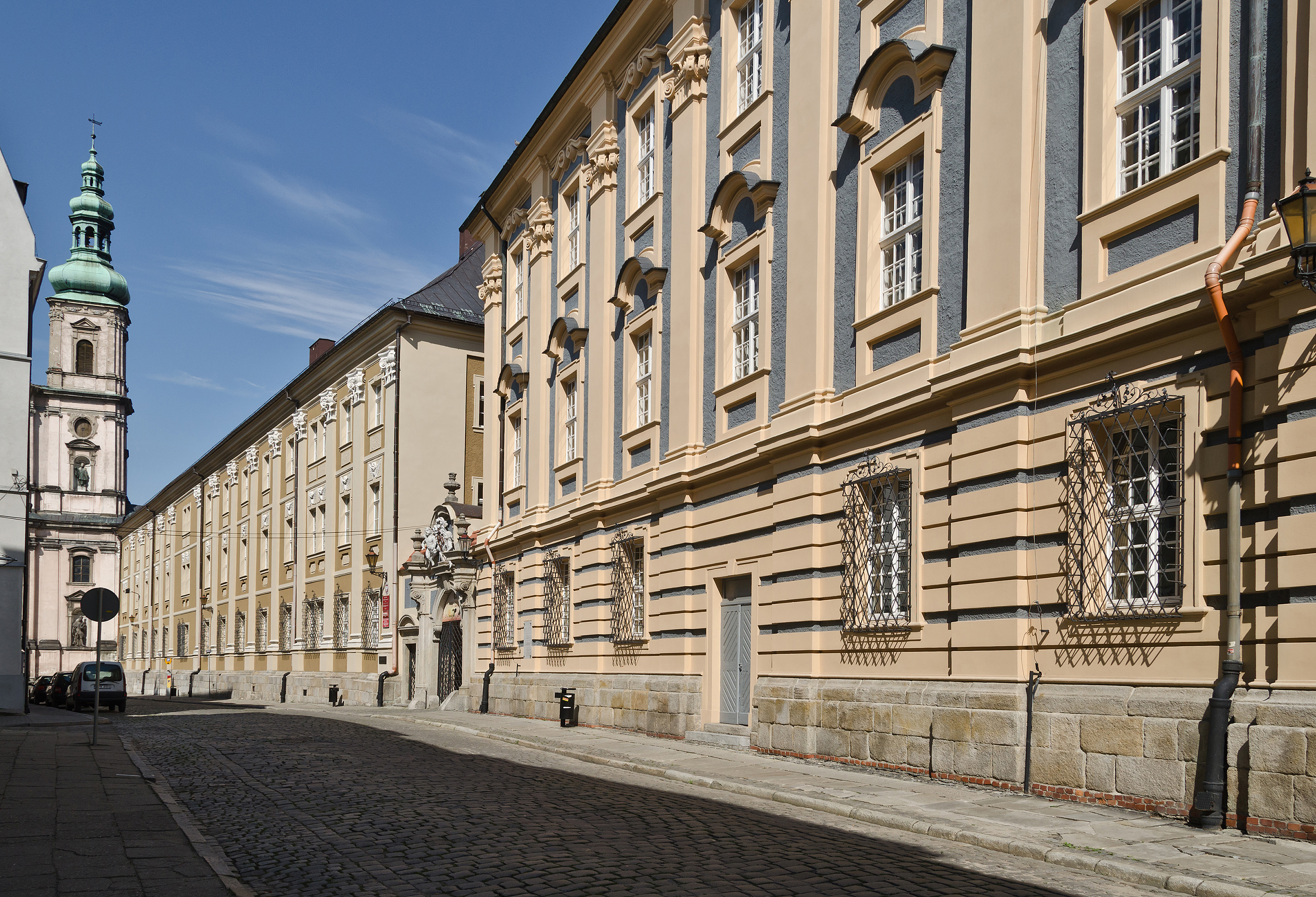
I Liceum Ogólnokształcące im. Jana III Sobieskiego Carolinum

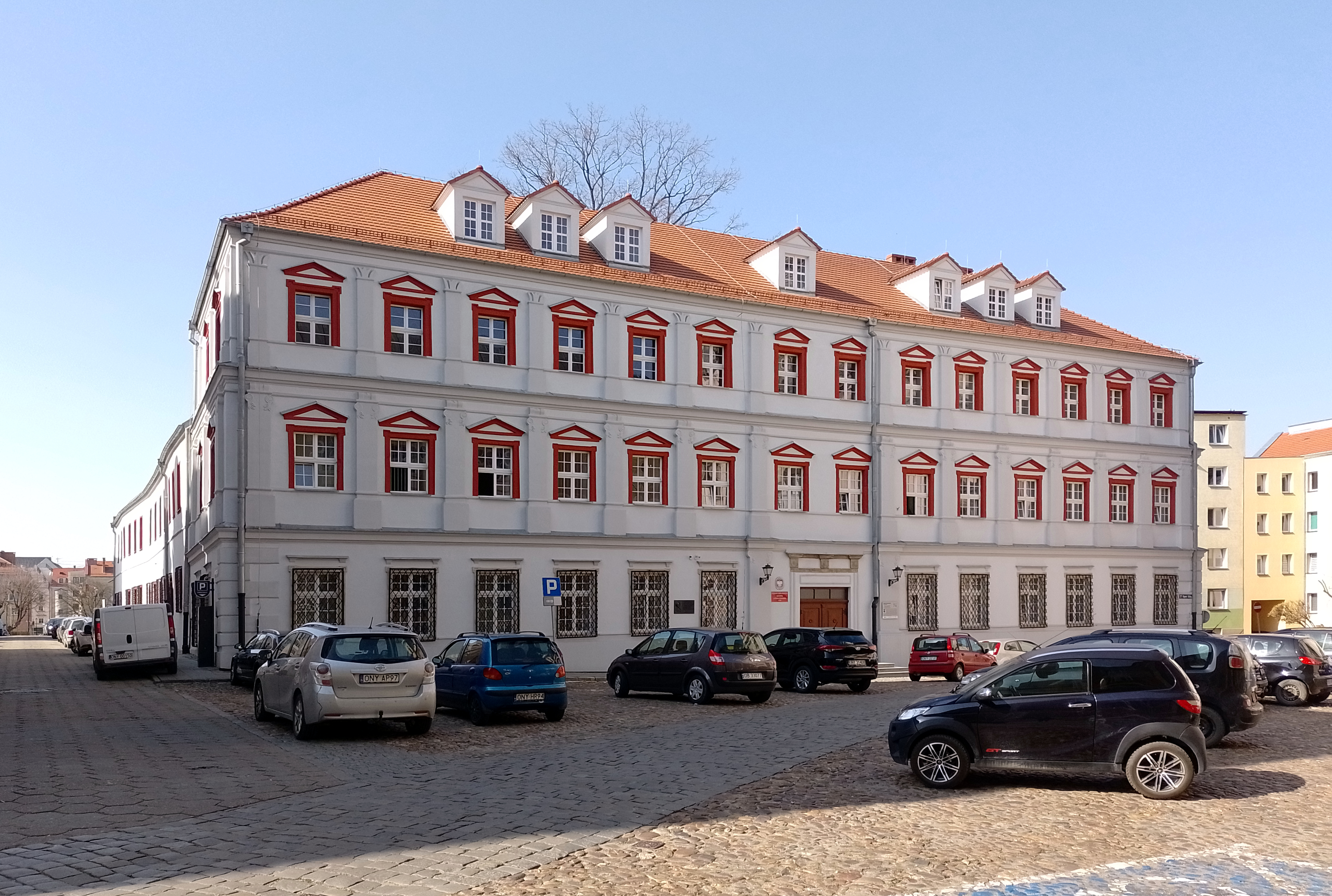
Państwowa Szkoła Muzyczna I i II st. im. Witolda Lutosławskiego

- Publiczne Przedszkole nr 1 (ul. Bohaterów Warszawy 48)
- Integracyjne Przedszkole nr 5 (ul. Bohaterów Warszawy 13)
- Publiczne Przedszkole nr 6 (ul. Armii Krajowej 9)
- Publiczne Przedszkole nr 8 (ul. Tkacka 12)
- Publiczne Przedszkole nr 9 (ul. Sudecka 7)
- Publiczne Przedszkole nr 10 (ul. 11 Listopada 8A)
- Publiczne Przedszkole nr 12 (ul. Podolska)
- Publiczne Przedszkole nr 14 (ul. Grodkowska 26)
- Przedszkole Prywatne „Smerf” (ul. Kościuszki 9)

Szkoły podstawowe
- Publiczna Szkoła Podstawowa nr 1 (ul. Bohaterów Warszawy 7)
- Szkoła Podstawowa nr 3 im. Janusza Korczaka (ul. Krawiecka 6)
- Publiczna Szkoła Podstawowa nr 5 (ul. E. Gierczak 8)
- Szkoła Podstawowa nr 10 z Oddziałami integracyjnymi (ul. 11 Listopada 6)
- Publiczna Szkoła Podstawowa Specjalna nr 11 (ul. Grodkowska 54)
- Sportowa Szkoła Podstawowa im. Powstańców Śląskich (ul. Bramy Grodkowskiej 4)
- Niepubliczna Szkoła Podstawowa im. J. Kozarzewskiego (ul. Kościuszki 9)
- Diecezjalna Szkoła Podstawowa (ul. św. Piotra 1A)

Szkoły policealne
- Europejskie Centrum Edukacyjno-Szkoleniowe „Vademecum” (ul. Poznańska 1)
- Prywatne Medyczne Studium Zawodowe (ul. Kościuszki 10)
- Szkoła Policealna dla Dorosłych nr 1 (ul. Rodziewiczówny 1)
- Szkoła Policealna dla Dorosłych nr 2 (Plac Sikorskiego 1)
- Szkoła Policealna nr 1 (Plac Sikorskiego 1)
- Szkoła Policealna nr 2 (ul. Orkana 6)
- Szkoła Policealna nr 3 (ul. Rodziewiczówny 1)

Szkoły ponadgimnazjalne
- I Liceum Ogólnokształcące im. Jana III Sobieskiego Carolinum (ul. Sobieskiego 2)[68]
- II Liceum Ogólnokształcące (ul. Rodziewiczówny 1)
- III Liceum Ogólnokształcące im. Marii Curie-Skłodowskiej
- IV Liceum Profilowane (ul. Szopena 4)
- Diecezjalne Liceum Humanistyczne (ul. św. Piotra 1)
- Zasadnicza Szkoła Zawodowa nr 1 (ul. Orkana 6)
- Zasadnicza Szkoła Zawodowa nr 3 (ul. Szopena 4)
- Zasadnicza Szkoła Zawodowa Specjalna nr 4 (ul. Orkana 6)
- Zasadnicza Szkoła Zawodowa Specjalna nr 5 (ul. Szopena 4)
- Zespół Szkół Ekonomicznych (Plac Sikorskiego 1)

Inne
- Państwowa Szkoła Muzyczna I i II st. im. Witolda Lutosławskiego (Rynek Solny 2)

Uczelnia publiczna
- Państwowa Wyższa Szkoła Zawodowa w Nysie (ul. Armii Krajowej 7)

## Sport
Głównym podmiotem odpowiedzialnym za sport i rekreację w mieście jest Nyski Ośrodek Rekreacji.

### Obiekty sportowe
- Stadion Miejski (ul. Kraszewskiego 2)
- Stadion Polonii Nysa (ul. Sudecka 28)
- Hala Nysa (ul. Sudecka 23)
- Korty tenisowe
- Kryta pływalnia (ul. Piłsudskiego 40)
- Kąpielisko Miejskie (ul. Ujejskiego 25)
- Skate Park
- Boiska Orlik 2012
- Lodowisko (ul. Kraszewskiego)

### Kluby sportowe
- Fort Nysa Rugby Football Club -  Klub posiada sekcje: futbolu australijskiego i rugby.
- Stal Nysa SA – Drużyna seniorów grała w sezonie 2020/2021 w PlusLidze. Sekcja siatkarska, której tradycje sięgają 1948 r., osiągała duże sukcesy, jak: Puchar Polski w sezonie 1995/1996, dwukrotne Wicemistrzostwo Polski w kategorii seniorów (1993/1994, 1994/1995), dwukrotny brązowy medal Mistrzostw Polski w kategorii seniorów (1991/1992, 1997/1998). Klub UKS Stal Nysa zdobył Mistrzostwo Polski w kategorii młodzików (1996/1997) i dwukrotnie Wicemistrzostwo Polski w kategorii kadetów i juniorów starszych.
- AZS PWSZ Nysa – klub studencki. Klub posiada sekcje: Wodną, obronną, turystyczną, koszykówki, siłową, brydżową, aerobiku sportowego, piłki nożnej, szachową i sportów zimowych[69].
- Stal Nysa (piłka nożna).
- Polonia Nysa (piłka nożna).
- Klub Żeglarski Nysa – klub żeglarski działający nieprzerwanie od 1961 roku z siedzibą nad Jeziorem Nyskim, w ramach którego działają m.in. jedyna obecnie na Opolszczyźnie szkółka żeglarska dla dzieci i młodzieży, a także sekcja regatowa (klasy: Optimist i Cadet)[70].
- WLUKK Nysa – klub kolarski, wielokrotny zdobywca tytułu mistrza Polski, w sezonie 2009 zdobył tytuł klubowego mistrza Polski kategorii junior.
- UKS „Dwójka” Nysa, UKS „Plejada” Nysa – kluby hokeja na trawie przy Zespole Szkół Sportowych w Nysie.
- Nyskie Towarzystwo Gimnastyczne przy Zespole Szkół Sportowych w Nysie.
- KS Beach Volley Nysa - sekcja siatkówki plażowej.

### Zawody sportowe
W 1954 w Nysie odbyły się mistrzostwa Polski w kolarstwie przełajowym.

## Polityka

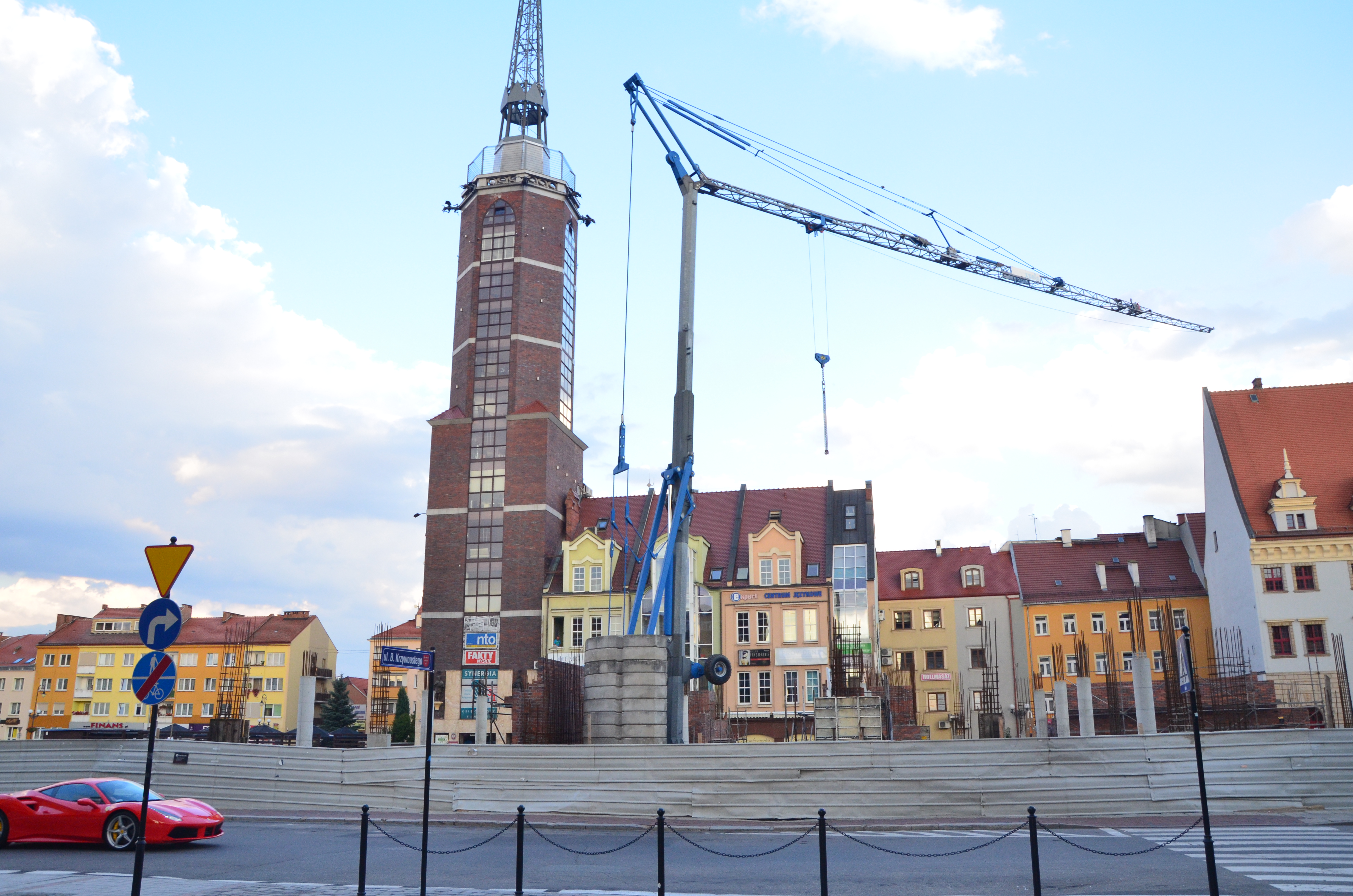
Ratusz

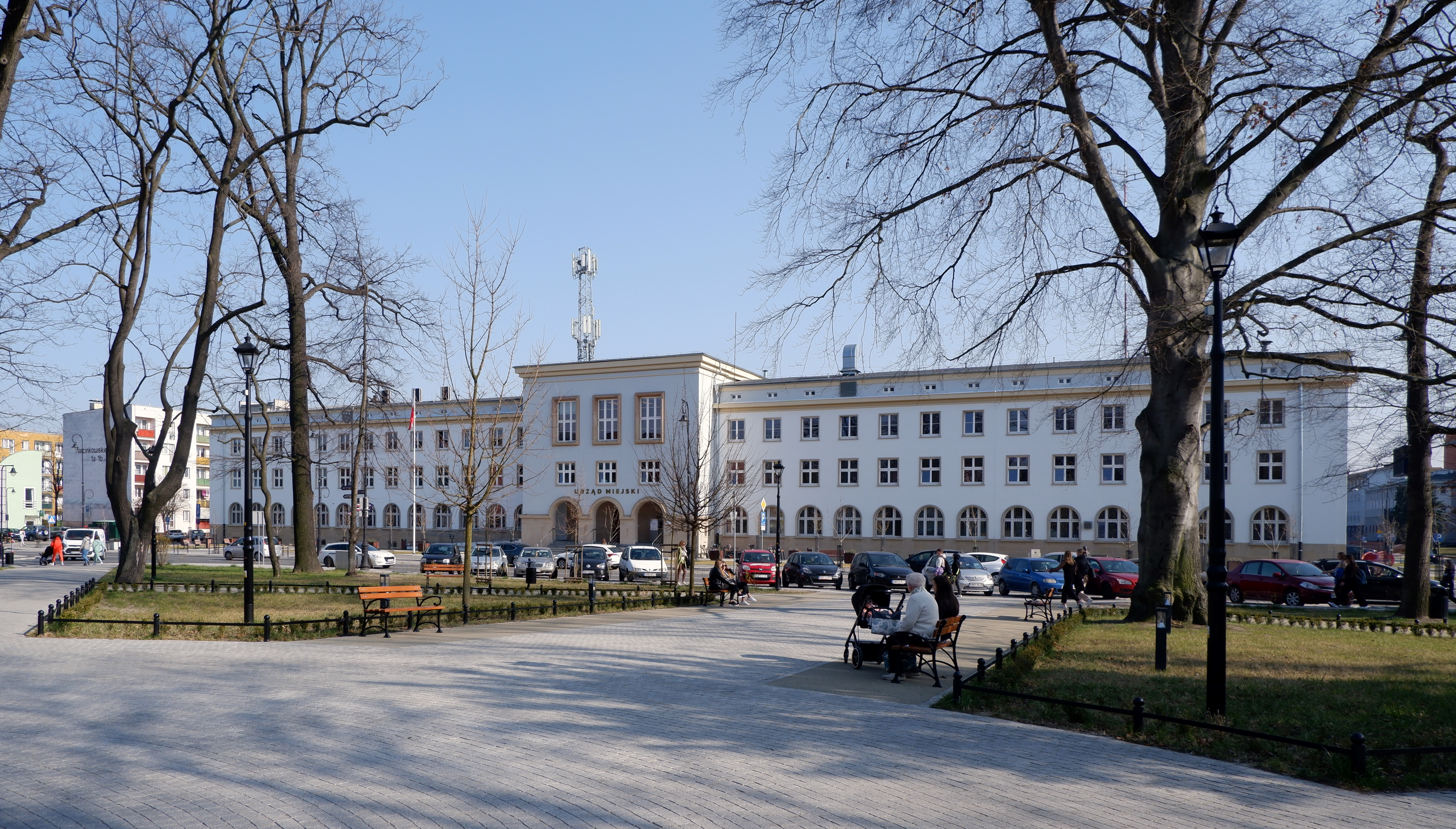
Budynek Urzędu Miejskiego przy ulicy Kolejowej

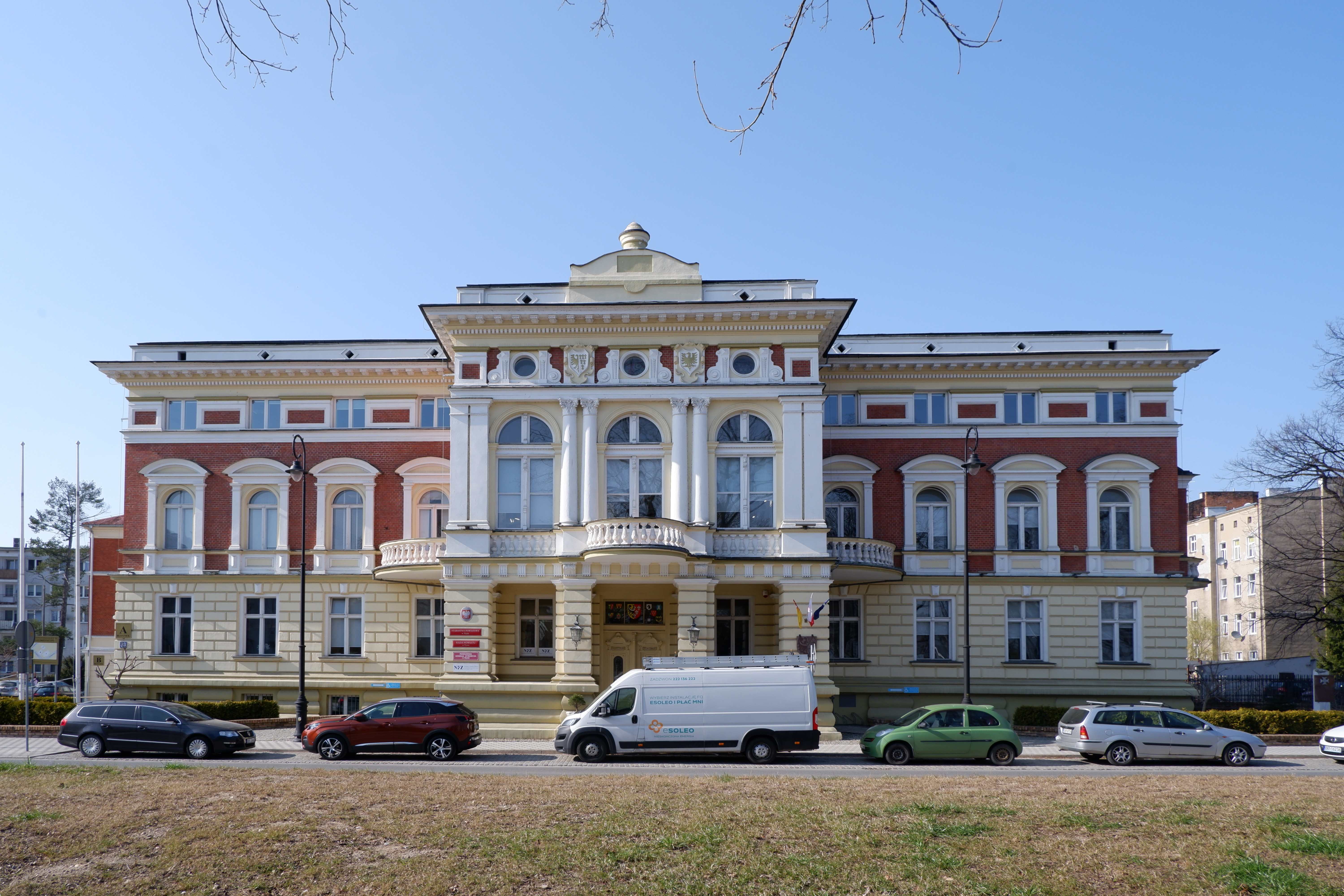
Starostwo powiatowe

Miasto jest siedzibą gminy miejsko-wiejskiej. Organem wykonawczym jest burmistrz. W wyborach samorządowych w 2018 na urząd został wybrany Kordian Kolbiarz. Siedzibą władz jest Urząd Miejski przy ul. Kolejowej 15. W mieście znajduje się starostwo powiatu nyskiego.

### Rada Miejska
Mieszkańcy Nysy wybierają do swojej Rady Miejskiej 18 radnych (18 z 23). Pozostałych 5 radnych wybierają mieszkańcy terenów wiejskich gminy Nysa.
Liczba radnych poszczególnych ugrupowań w Radzie Miejskiej w latach 2002–2023.
| Lp. | Ugrupowanie                                           | Kadencja       | Kadencja  | Kadencja       | Kadencja  | Kadencja       | Kadencja  | Kadencja       | Kadencja  |
| Lp. | Ugrupowanie                                           | 2002–2006      | 2002–2006 | 2006–2010      | 2006–2010 | 2010–2014      | 2010–2014 | 2018–2023      | 2018–2023 |
| Lp. | Ugrupowanie                                           | Liczba radnych | % głosów  | Liczba radnych | % głosów  | Liczba radnych | % głosów  | Liczba radnych | % głosów  |
| --- | ----------------------------------------------------- | -------------- | --------- | -------------- | --------- | -------------- | --------- | -------------- | --------- |
| 1   | Forum Samorządowe 2002                                | 1              | 7,80%     | 5              | 13,18%    | 1              | 9,62%     | 2              | 9,93%     |
| 2   | Forum Samorządowo-Gospodarcze                         | –              | –         | –              | –         | –              | 2,34%     | –              | –         |
| 3   | Gospodarne Opolskie                                   | –              | –         | –              | –         | –              | –         | –              | –         |
| 4   | KW Krajowej Partii Emerytów i Rencistów               | –              | 0,31%     | –              | –         | –              | –         | –              | –         |
| 5   | KW Stowarzyszenia „Ruch Rozwoju Regionu”              | –              | –         | –              | 4,44%     | –              | –         | –              | –         |
| 6   | KWW Jolanty Barskiej                                  | –              | –         | –              | –         | 5              | 18,81%    | –              | –         |
| 7   | KWW Kordiana Kolbiarza                                | –              | –         | –              | –         | –              | –         | 8              | 30,85%    |
| 8   | KWW Piotra Liniewskiego                               | –              | –         | –              | –         | –              | 1,62%     | –              | –         |
| 9   | Koalicja Obywatelska                                  | –              | –         | –              | –         | –              | –         | 5              | 20,23%    |
| 10  | Komitet Obywatelski Ziemi Nyskiej                     | 3              | 11,77%    | 2              | 7,04%     | –              | –         | –              | –         |
| 11  | Liga Nyska                                            | 9              | 26,68%    | 6              | 21,56%    | 5              | 17,44%    | 1              | 7,64%     |
| 12  | Liga Polskich Rodzin                                  | –              | 2,15%     | –              | –         | –              | –         | –              | –         |
| 13  | Nowa Prawica                                          | –              | –         | –              | –         | –              | –         | –              | –         |
| 14  | Nyska Inicjatywa Gospodarcza                          | 2              | 8,54%     | –              | –         | –              | –         | –              | –         |
| 15  | Platforma Obywatelska                                 | –              | –         | 4              | 14,69%    | 4              | 16,85%    | –              | –         |
| 16  | Polskie Stronnictwo Ludowe                            | 1              | 7,31%     | 1              | 5,39%     | 2              | 9,22%     | –              | –         |
| 17  | Porozumienie Nyskie                                   | –              | –         | –              | 2,89%     | –              | –         | –              | –         |
| 18  | Prawo i Sprawiedliwość                                | –              | –         | 3              | 14,81%    | 3              | 10,38%    | 7              | 22,77%    |
| 19  | Razem Dla Gminy 2018                                  | –              | –         | –              | –         | –              | –         | –              | 4,01%     |
| 20  | Ruch Autonomii Śląska                                 | –              | –         | –              | –         | –              | –         | –              | –         |
| 21  | Samoobrona Rzeczpospolitej Polskiej                   | –              | 9,11%     | –              | 4,37%     | –              | –         | –              | –         |
| 22  | Samorządowy Blok Wyborczy                             | 1              | 7,90%     | –              | –         | –              | –         | –              | –         |
| 23  | „Silna Nysa” Stowarzyszenie Mieszkańców Ziemi Nyskiej | –              | –         | –              | –         | –              | 3,62%     | –              | –         |
| 24  | Sojusz Lewicy Demokratycznej                          | 6              | 18,43%    | 2              | 11,64%    | 3              | 10,10%    | –              | –         |
| 25  | Stowarzyszenie Hankus 2018                            | –              | –         | –              | –         | –              | –         | –              | 4,56%     |
| 26  | Wspólnota Patriotyzm Solidarność                      | –              | –         | –              | –         | –              | –         | –              | –         |

### Budżet miasta
| Budżet miasta Nysy | Budżet miasta Nysy | Budżet miasta Nysy |
| Lp.                | Rok                | Budżet             |
| ------------------ | ------------------ | ------------------ |
| 1                  | 2009               | 139,6 mln zł.      |
| 2                  | 2010               | 156,8 mln zł.      |
| 3                  | 2011               | 153,9 mln zł.      |
| 4                  | 2012               | 144,7 mln zł.      |
| 5                  | 2013               | 141,1 mln zł.      |
| 6                  | 2014               | 154,7 mln zł.      |
| 7                  | 2015               | 178,8 mln zł.      |
| 8                  | 2016               | 192,3 mln zł.      |

## Włodarze Nysy

### Czasy niemieckie
- władzę sprawował nadburmistrz Gminy Miejskiej
  - Max Warmbrunn (1911–1915)
  - Albert Franke (1916–1933)
  - Georg Mazur (1933–1945)

### Rzeczpospolita Polska,PRL
- Jan Koj (11 maja 1945 – 15 października 1945)
- Edward Stępień (15 października 1945 – 28 lutego 1950)
- Krystyna Zawidzka (1 marca 1950 – 28 listopada 1950)
- Feliks Świerczak (28 listopada 1950 – 24 stycznia 1951)
- władzę w latach 1951–1974 sprawował przewodniczący prezydium miejskiej rady narodowej:
  - Aniela Odyjas (24 stycznia 1951 – 8 sierpnia 1953)
  - Jan Zieliński (8 sierpnia 1953 – 20 grudnia 1954)
  - Jan Radomański (20 grudnia 1954 – 1968)
  - Kazimierz Strzałkowski (1968 – 1972)
  - Zbigniew Kulig (1972–1974)
- władzę w latach 1974–1990 sprawował naczelnik miasta:
  - Jan Duszel (29 kwietnia 1974 – 14 kwietnia 1982)
  - Władysław Dyrka (15 kwietnia 1982 – 31 stycznia 1988)
  - Mieczysław Warzocha (2 maja 1988–30 listopada 1990)

### III Rzeczpospolita
- Jacek Suski (1 grudnia 1990 – 4 lipca 1994)
- Mieczysław Warzocha (5 lipca 1994 – 29 października 1998)
- Janusz Sanocki (30 października 1998 – 23 maja 2001, Zarząd Miejski nie uzyskał absolutorium)
- Ryszard Rogowski (23 maja 2001 – 19 września 2001), w międzyczasie wybierany ponownie:
  - 28 maja (radni przy podejmowaniu uchwały popełnili pomyłkę proceduralną),
  - 21 sierpnia (Naczelny Sąd Administracyjny 18 września uchylił uchwałę Rady Miejskiej z 23 maja o odwołaniu Janusza Sanockiego, podtrzymując decyzję wojewody opolskiego o nieważności uchwał z 28 maja, zaś 19 września wojewoda unieważnił uchwałę z 21 sierpnia, a tym samym przywrócił go na stanowisko burmistrza)
- Janusz Sanocki (19 września 2001 – 30 października 2001) – (Rada Miejska odwołała Zarząd)
- Ryszard Rogowski (30 października 2001 – 18 listopada 2002)
- Marian Smutkiewicz (18 listopada 2002 – 5 grudnia 2006)
- Jolanta Barska (5 grudnia 2006 – grudzień 2014)
- Kordian Kolbiarz (grudzień 2014 – aktualnie)

## Współpraca międzynarodowa
| Miasto             | Kraj    | Data podpisania umowy | Data rozwiązania umowy |
| ------------------ | ------- | --------------------- | ---------------------- |
| Lüdinghausen       | Niemcy  | 1992                  | –                      |
| Šumperk            | Czechy  | 1995                  | –                      |
| Jeseník            | Czechy  | 1999                  | –                      |
| Kołomyja           | Ukraina | 2000                  | –                      |
| Ingelheim am Rhein | Niemcy  | 2002                  | –                      |
| Taverny            | Francja | 2002                  | –                      |
| Tarnopol           | Ukraina | 2015                  | 2021                   |
| Batumi             | Gruzja  | 2017                  | –                      |
| Várpalota          | Węgry   | 2022                  | –                      |

## Turystyka
Kościół św. Jakuba w Nysie został wymieniony w Kanonie Krajoznawczym Polski. Oddział PTTK „Sudetów Wschodnich” w Prudniku przyznaje Kolarską Odznakę Turystyczną w „Królestwie Pradziada” za odwiedzenie m.in. Nysy.
15 lipca 2010, w ramach organizowanego w Prudniku VI Europejskiego Tygodnia Turystyki Rowerowej, w którym wzięli udział rowerzyści z całej Europy, przez Nysę prowadziła trasa „Szlakiem błogosławionej Marii Luizy Merkert”.

### Szlaki turystyczne
Przez Nysę prowadzą szlaki turystyczne:
- Szlakiem czarownic po czesko-polskim pograniczu (233 km): Paczków – Mohelnice[85]
- Szlak Saara-Śląsk (nieistniejący)
- Szlak „Kopernikowski” (28,2 km): Nysa – Jezioro Nyskie – Siestrzechowice – Koperniki – Jodłów – Łąka – Kałków – Wierzbno – Zwierzyniec – Śliwice – Otmuchów[86]
- Nyska Droga św. Jakuba (106 km): Głuchołazy – Nysa – Skorogoszcz[87]
- Trasa R-9 – EuroVelo 9[85]
- Trasa R-16 (69,6 km): Lipniki – Pleśnica[85]
- Trasa R-17 (74,8 km): Wilemowice – Rzymkowice[85]
- Trasa R-57 (24,4 km): Nysa – Chróścina[85]

## Ludzie związani z Nysą

### Honorowi Obywatele Miasta
- Mikołaj Andrijczuk
- Kazimierz Cybulski[88]
- Joachim Gerhard[89]
- Dmitrij Leluszenko[90]
- Bernward Trouw[91]
- Marian Smutkiewicz[88]
- Ginter Grothe (2003)[92]
- Josef Holtermann (2003)[93]
- Ryszard Knosala (2003)[88]
- Marta Klubowicz (2006)[94]
- Vlasta Vitaskowa (2011)[95]
- Karl-Heinz Kocar (2013)[96]
- Bernhard Serwuschok (2013)[97]
- Bartosz Kurek (2019)[98]

### Zasłużeni dla Ziemi Nyskiej
- Wanda Pawlik[99]
- Tadeusz Rękas[100]
- Bogusław Wierdak[101]
- Jerzy Kozarzewski (1993)[102]
- Piotr Gacek (2009)[103]
- Bartosz Kurek (2009)[103]
- Ginter Żmuda (2011)[95]
- Bogusław Podborączyński (2011)[95]
- Paweł Konior (2018)[104]
- Janina Johnson (2020)[105]
- Michał Raczyński (2020)[105]